# Fortificaciones de Fez
Las Fortificaciones de Fez (también deletreado Fes ) comprenden un complejo circuito de murallas y puertas que rodean Fes el-Bali y Fes el-Jdid, dos aglomeraciones urbanas que componen la antigua " medina " de Fes, Marruecos . También incluyen una serie de kasbahs (ciudadelas) y fuertes que se construyeron tanto para proteger como para controlar la ciudad. Estas fortificaciones se han construido a lo largo de muchos siglos y los extensos restos actuales datan de muchos períodos diferentes.
Las murallas sufrieron una compleja evolución a lo largo de los siglos, con múltiples fases de expansión, destrucción y reconstrucción que afectaron a diferentes partes del contorno de la ciudad. Del mismo modo, las puertas de la ciudad varían mucho en diseño y fecha, desde puertas defensivas fuertemente fortificadas hasta simples aberturas en las murallas actuales. Las murallas marcaban los límites tanto físicos como simbólicos de la ciudad (y a veces también de sus subdivisiones), y como tales las propias puertas podían adquirir un significado social o político añadido. Los principales cementerios de la ciudad también se encuentran justo afuera de las puertas principales, en particular: Bab Ftouh, Bab Mahrouk y Bab Guissa.

## Papel de las murallas de la ciudad
Al igual que las murallas de otras ciudades premodernas, las de Fez cumplían una función tanto defensiva como de control. Protegían la ciudad de los ataques e impedían la entrada de extraños. Las puertas de la ciudad solían estar cerradas y bloqueadas por la noche; los viajeros no solían poder entrar en la ciudad a altas horas de la noche.  Las murallas y las puertas también controlaban las idas y venidas de los propios habitantes de la ciudad, impidiendo que nadie saliera si las autoridades lo deseaban. Una de sus funciones más importantes en el control del acceso era controlar el flujo de mercancías y garantizar que fueran debidamente gravadas. De este modo se garantizaba la recaudación eficaz de los ingresos en nombre de las autoridades (teniendo en cuenta que todos los zocos (mercados) importantes estaban dentro de la ciudad). Finalmente, una función más sutil o simbólica de las murallas de la ciudad era definir formalmente los límites del espacio urbano, dentro del cual se podían aplicar ciertas reglas, principios o regulaciones.
Con la llegada de la pólvora, las murallas medievales se volvieron parcialmente redundantes como defensas militares contra otros ejércitos; sin embargo, permanecieron esencialmente sin cambios en los siglos siguientes y no fueron reconstruidas o rediseñadas para protegerlas contra la artillería. Esto se debe, en parte, a que Fez era una ciudad central del interior y rara vez se enfrentaba a amenazas externas de ejércitos equipados con este tipo de armas, a diferencia de las ciudades costeras atlánticas de Marruecos, que eran frecuentemente amenazadas u ocupadas por fuerzas portuguesas y españolas. Sólo en una ocasión fue tomada Fez por un ejército extranjero: los otomanos, con la ayuda de un superviviente de la dinastía wattasí, la ocuparon en 1554 durante menos de un año antes de que los saadíes marroquíes la recuperaran. Más tarde, los saadíes construyeron las únicas fortalezas en Fez diseñadas para resistir la tecnología de la pólvora, e incluso estas parecen haber tenido más la intención de imponer el control saadí sobre la ciudad, a menudo rebelde.  Por el contrario, los beduinos locales u otros invasores potenciales del campo rara vez estaban equipados con artillería, por lo que las murallas existentes eran suficientes para defenderse de ellos.
Las murallas siguieron desempeñando sus funciones más administrativas. En consecuencia, las puertas de la ciudad pasaron a considerarse más formales y decorativas, sirviendo a veces como entradas monumentales a la ciudad; la construcción en el siglo XX de la puerta estrictamente ornamental de Bab Bou Jeloud por parte de la administración colonial francesa puede considerarse el resultado lógico de este cambio de finalidad.

## Métodos de construcción y mantenimiento.

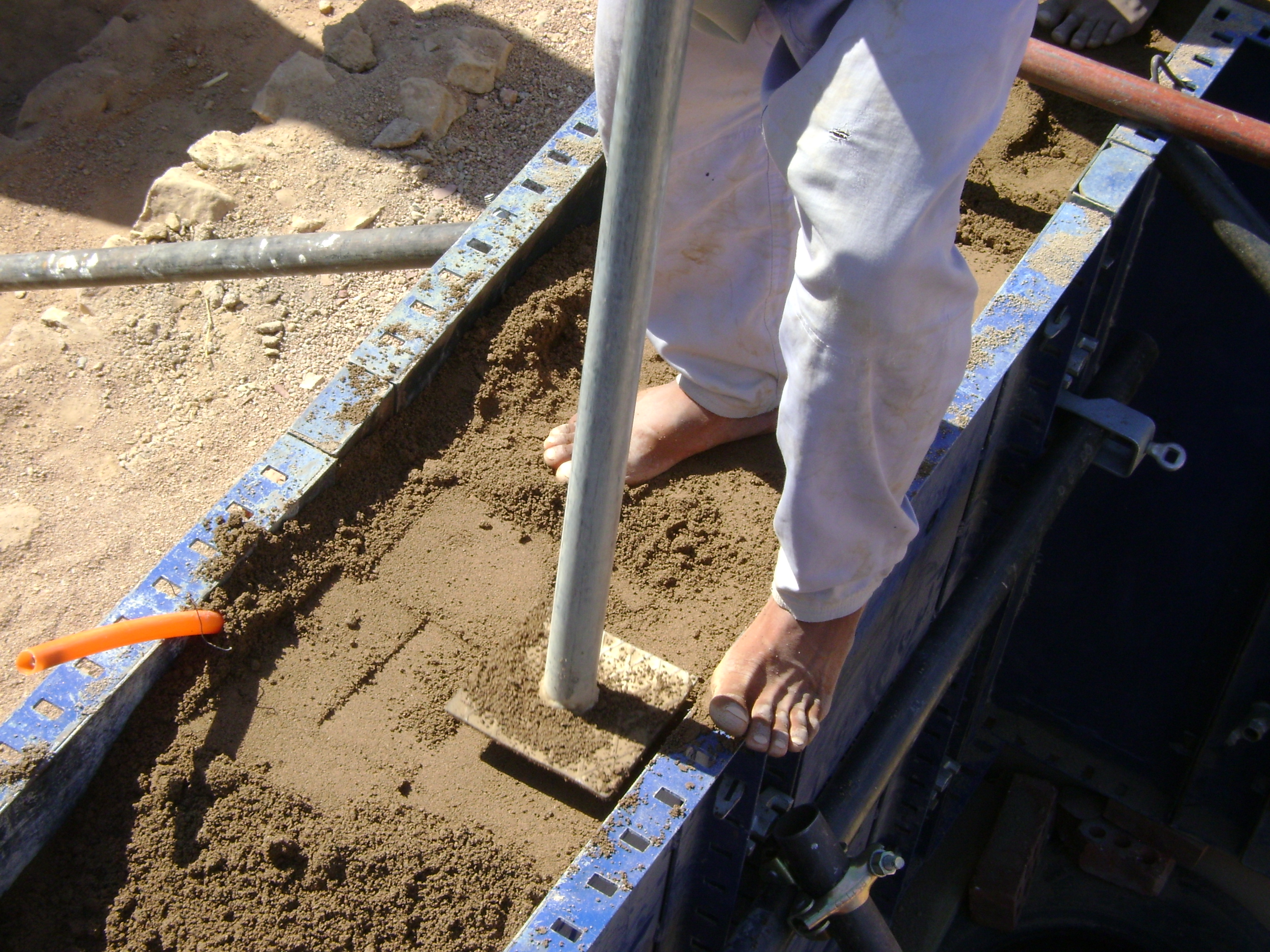
Ejemplo general de construcción de un muro de tierra apisonada (pisé) (con andamios de metal en lugar de madera).

Las murallas de Fez, como las de Marrakech y la mayoría de las ciudades históricas de Marruecos, generalmente se construyeron con tierra apisonada, una antigua técnica de construcción que se encuentra en el Cercano Oriente, África y más allá. También se le conoce como "pisé" (del francés) o "tabia" (del árabe). En general, se hizo uso de materiales locales y fue ampliamente utilizado gracias a su bajo costo y relativa eficiencia. Este material consistía en barro y suelo de consistencia variable (desde arcilla suave hasta suelo rocoso) generalmente mezclado con otros materiales como paja o cal para ayudar a la adherencia. La adición de cal también hizo que las paredes fueran más duras y resistentes en general, aunque esto variaba localmente ya que algunas áreas tenían suelo que se endurecía bien por sí solo mientras que otras no. (Por ejemplo, las murallas de Fez y la cercana Meknes contienen hasta un 47 % de cal frente a un 17 % en Marrakech y un 12 % en Rabat. ) La técnica todavía se usa hoy en día, aunque la composición y proporción de estos materiales ha seguido cambiando con el tiempo, ya que algunos materiales (como la arcilla) se han vuelto relativamente más costosos que otros (como la grava ). : 80 

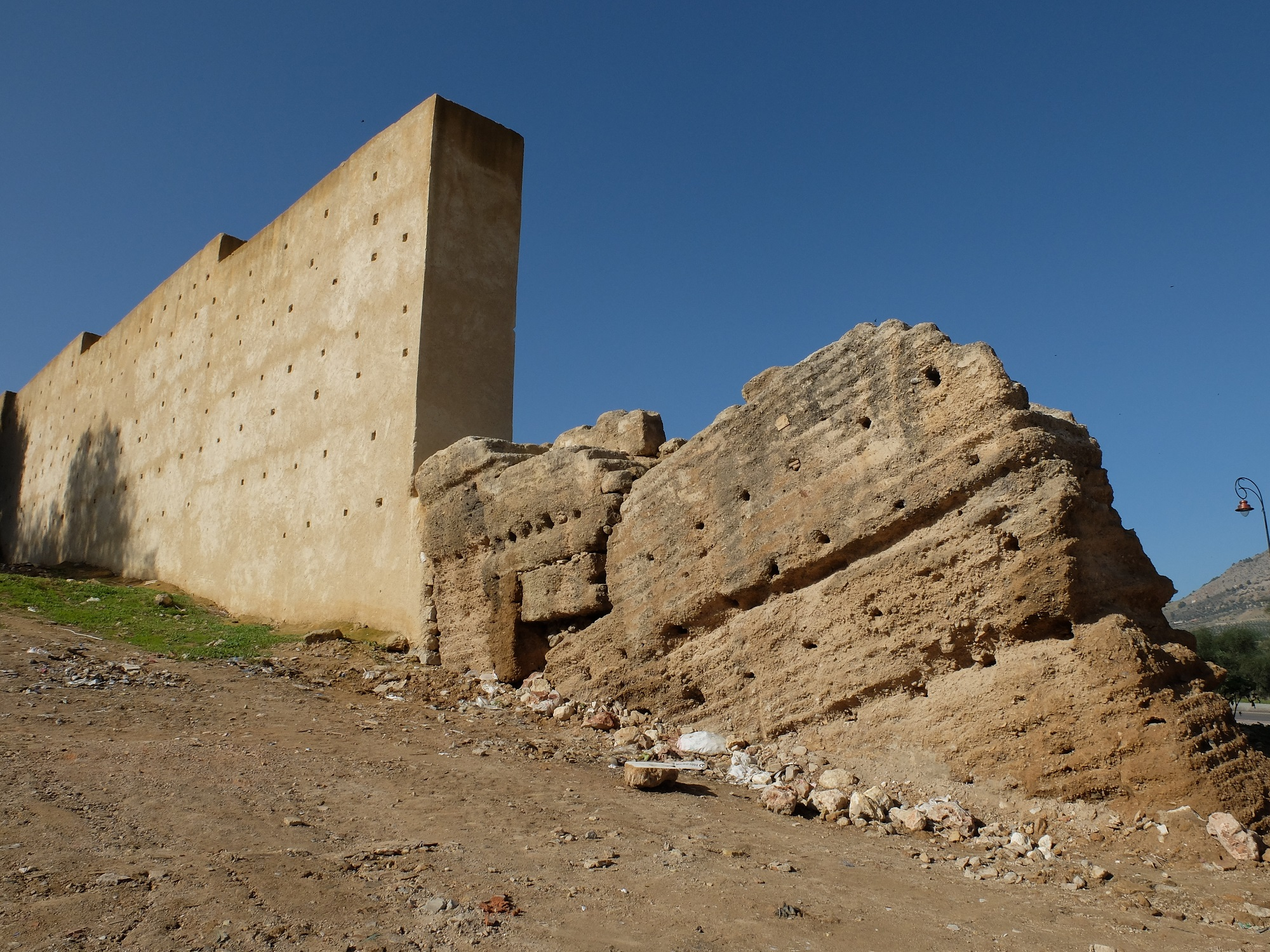
Sección restaurada (izquierda) versus no restaurada (derecha) del muro pisé cerca de Bab Guissa, en Fes el-Bali.

Las paredes se construyeron de abajo hacia arriba un nivel a la vez. Los trabajadores prensaron y empaquetaron los materiales en secciones que van desde 50 y 70 cm de largo que se mantuvieron unidas temporalmente por tablas de madera. Una vez que el material se asentaba, se podían retirar las sujeciones de madera y se repetía el proceso sobre el nivel previamente completado. Este proceso de andamiaje inicial de madera suele dejar huellas en forma de múltiples hileras de pequeños agujeros visibles en la cara de los muros. En muchos casos, los muros se cubrían con una capa de cal, estuco u otro material para darles una superficie lisa y proteger mejor la estructura principal.
Este tipo de construcción requiere un mantenimiento constante, ya que los materiales son relativamente permeables y se erosionan más fácilmente con la lluvia; en algunas partes de Marruecos (especialmente cerca del Sáhara) las kasbahs y otras estructuras hechas con una composición menos duradera (normalmente sin cal) pueden empezar a desmoronarse en menos de un par de décadas después de haber sido abandonadas. Por ello, las estructuras antiguas de este tipo sólo permanecen intactas en la medida en que se restauran continuamente; algunos tramos de pared parecen hoy completamente nuevos debido al mantenimiento regular, mientras que otros se están desmoronando.

## Evolución histórica de las murallas de la ciudad

### Historia temprana de Fez: ciudades duales
Los detalles exactos de la fundación de Fez son debatidos por los estudiosos modernos, basándose en fuentes históricas a veces contradictorias. Aunque las fechas varían ligeramente, todos los relatos coinciden en que Idris I fundó el primer asentamiento urbano, Madinat Fas, en la orilla oriental del Oued Fes (río Fez; ahora también llamado Oued Bou Khrareb), mientras que su hijo Idris II fundó un segundo asentamiento, al- Aliya, en la orilla occidental. Las fuentes históricas coinciden en que estas dos primeras ciudades tenían sus propias murallas, sus propias mezquitas e instituciones separadas, y a menudo eran rivales. No obstante, este centro urbano fue la capital idrisí y siguió siendo una de las principales ciudades de Marruecos incluso después del declive de los idrisíes.

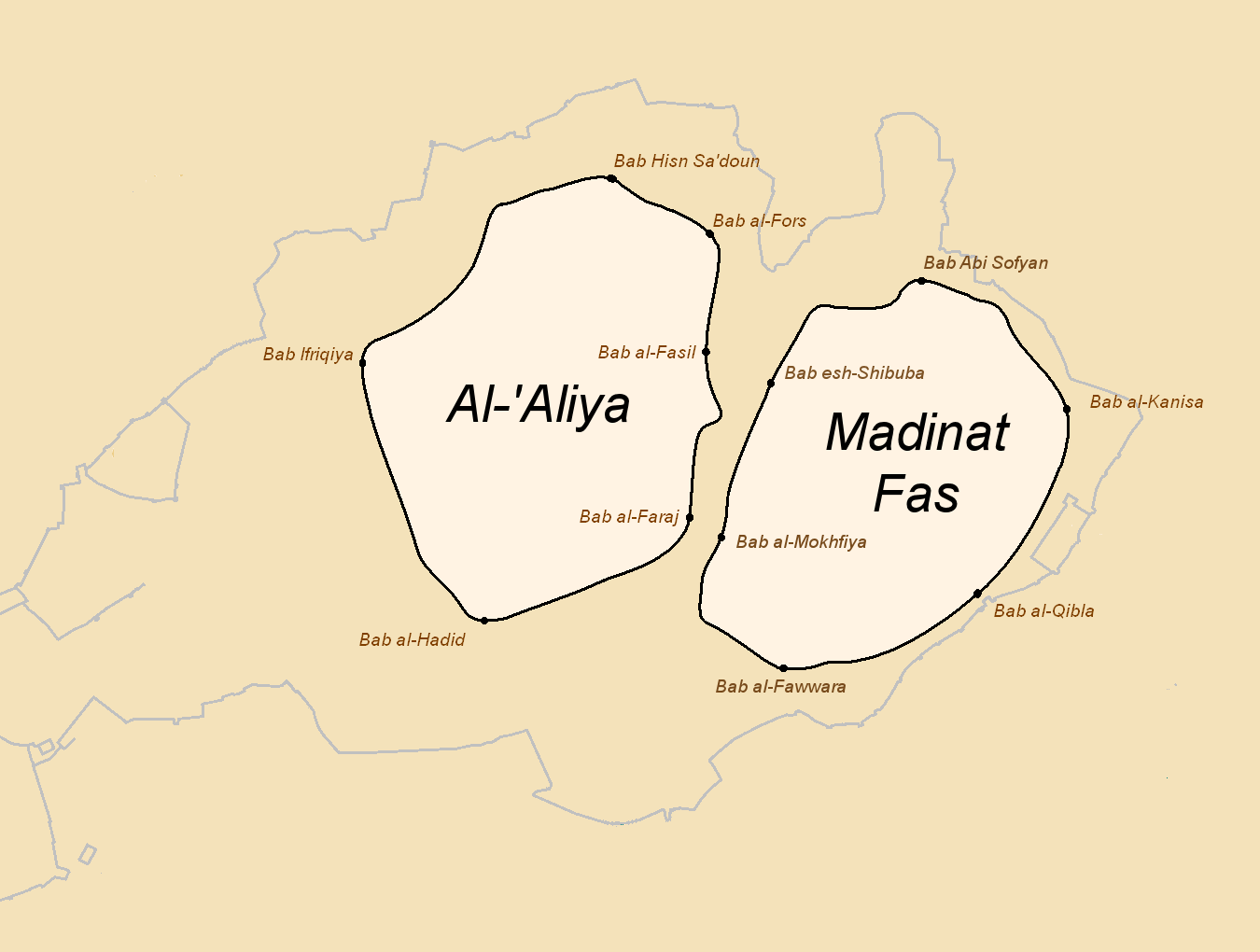
Fez antes de 1069: el contorno aproximado de las ciudades duales de al- Aliya y Madinat Fas, con sus propias murallas (según Lévi-Provençal). El río (no trazado aquí) corre entre ellas. Las líneas grises representan el contorno de las murallas actuales.

### Época almorávide y almohade: la unificación de las dos ciudades

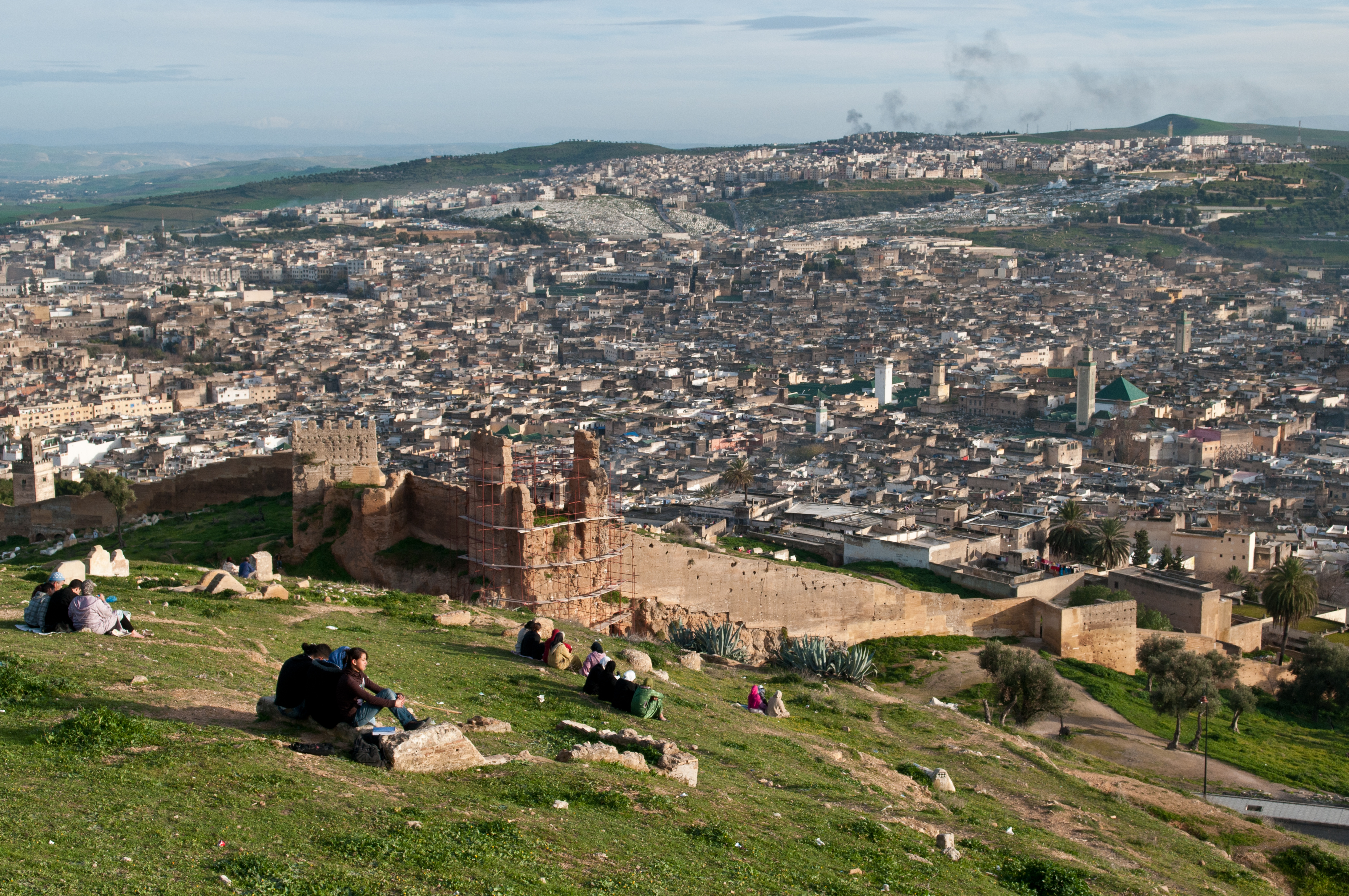
Los tramos más septentrionales de las murallas, que se cree que son los más antiguos que se conservan en la actualidad.

En 1069, el emir almorávide Yusuf ibn Tashfin ordenó derribar las murallas de las dos ciudades y construir una nueva muralla alrededor de ambas ciudades, unificándolas así por primera vez. Aunque los almorávides establecieron su capital en Marrakech, Fez fue una de sus ciudades más importantes. Construyeron una kasbah (ciudadela) fortificada en el extremo este de la ciudad, probablemente en el mismo sitio que la posterior Kasbah Bou Jeloud.

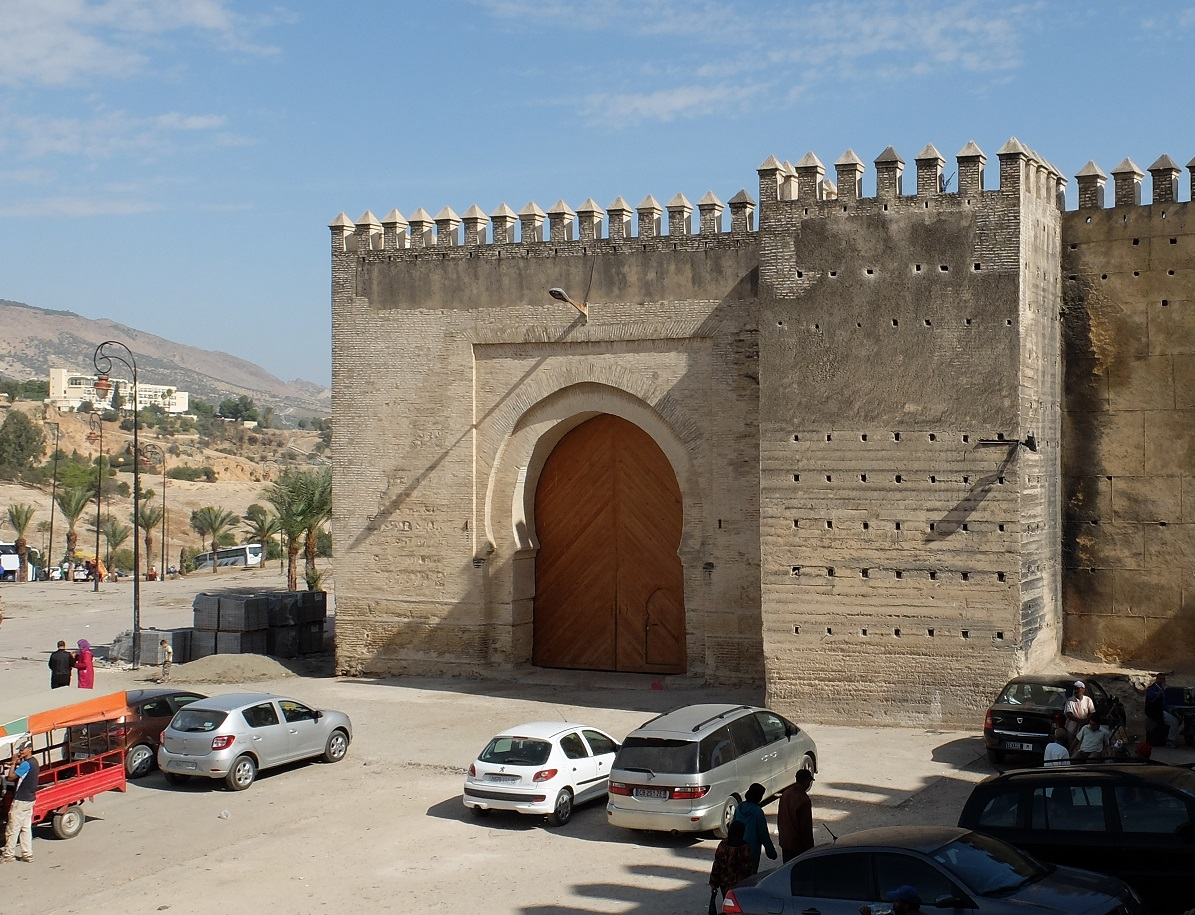
Bab Mahrouk, la puerta occidental de la ciudad de época almohade.

En 1145 el líder almohade Abd al-Mu'min sitió y conquistó la ciudad durante el derrocamiento almohade de los almorávides. Debido a la feroz resistencia que encontraron por parte de la población local, los almohades derribaron las fortificaciones de la ciudad. Sin embargo, debido a la continua importancia económica y militar de Fez, el califa almohade Ya'qub al-Mansur ordenó la reconstrucción de las murallas. : 36  : 606 Las murallas fueron completadas por su sucesor Muhammad al-Nasir en 1204, dándoles su forma definitiva y estableciendo el perímetro de Fes el-Bali como es en la actualidad. (Aunque según otro autor, la reconstrucción de las murallas fue ordenada por Muhammad al-Nasir en 1212, tras su derrota en Las Navas de Tolosa en España. : 18 ) Muchas de las puertas principales de la ciudad se construyeron en esta época. Como la ciudad había crecido entretanto, el nuevo perímetro de murallas almohades era mayor que el de las antiguas murallas almorávides. : 607 Como otras murallas marroquíes, fue construida en tapial con cimientos de piedra, y fue reforzada con torres rectangulares. Los almohades también construyeron la Kasbah Bou Jeloud en el sitio donde estaba situada la antigua kasbah almorávide en el extremo occidental de la ciudad (justo al oeste de Bab Bou Jeloud actualmente), y también construyeron la kasbah inicial que ocupa el sitio de la actual Kasbah an -Nouar . : 109 No todo el terreno dentro de las murallas de la ciudad estaba densamente habitado; gran parte seguía siendo relativamente abierta y estaba ocupada por cultivos y jardines utilizados por los habitantes.
Hoy en día, se cree que las secciones del norte de las murallas de Fez el-Bali son las partes más antiguas que quedan de las murallas de Fez y se cree que se remontan a este periodo almohade. Las puertas fortificadas de Bab Mahrouk y Bab Guissa también conservan sus formas del periodo almohade.

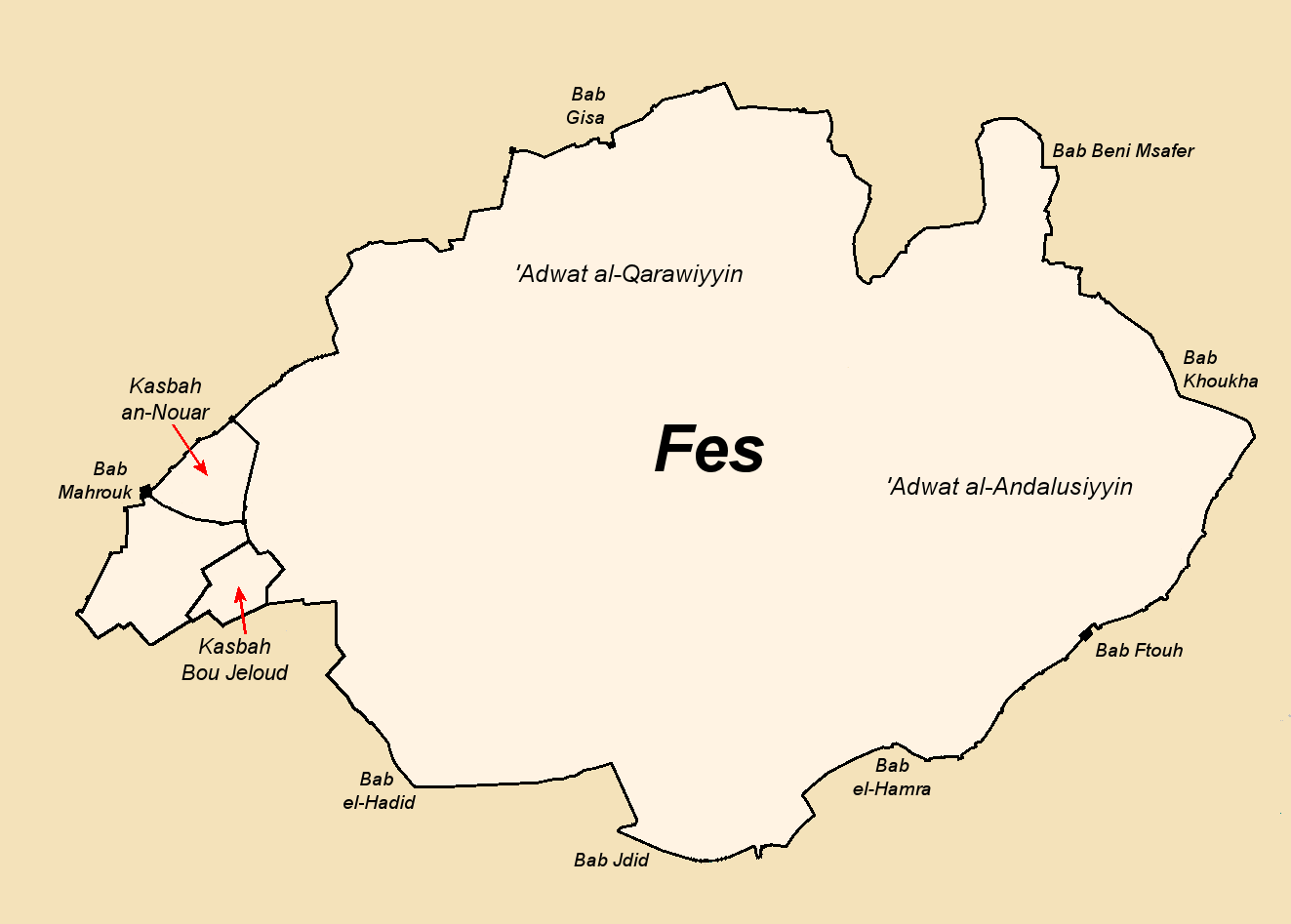
Las murallas de Fez bajo los almohades (siglo XIII), tras la unificación de las dos ciudades bajo los almorávides. Los almorávides establecieron una kasbah en el lado oeste de la ciudad. Los almohades reconstruyeron las murallas a principios del y añadieron una segunda kasbah, la Kasbah An-Nouar en el oeste.

### Época meriní: la creación de Fes el-Jdid

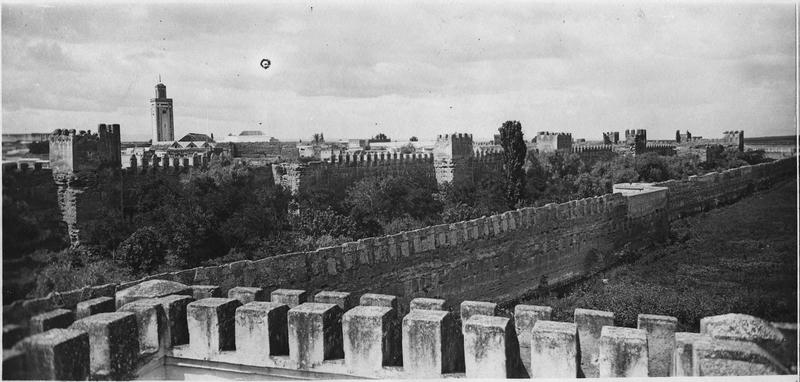
Muros meriníes en el lado norte de Fes el-Jdid (fotografiados en 1916)

En 1248, Fez fue a su vez conquistada por los meriníes al mando de Abu Yahya, expulsando a los almohades. En 1250, sin embargo, mientras el sultán estaba en campaña, los habitantes de Fez se rebelaron y la ciudad tuvo que ser reconquistada después de un asedio de 9 meses. Quizás debido a esta racha recurrente de rebelión y resistencia, el sultán meriní Abu Yusuf Ya'qub decidió, en 1276, construir una ciudad real completamente nueva al oeste de la ciudad vieja, en un terreno más alto con vistas a ella. Esta parte se conoció como Fes el-Jdid ("Nueva Fes") e incluía el palacio real de los sultanes ( Dar al-Makhzen ), los barrios administrativos del estado y el cuartel general del ejército.

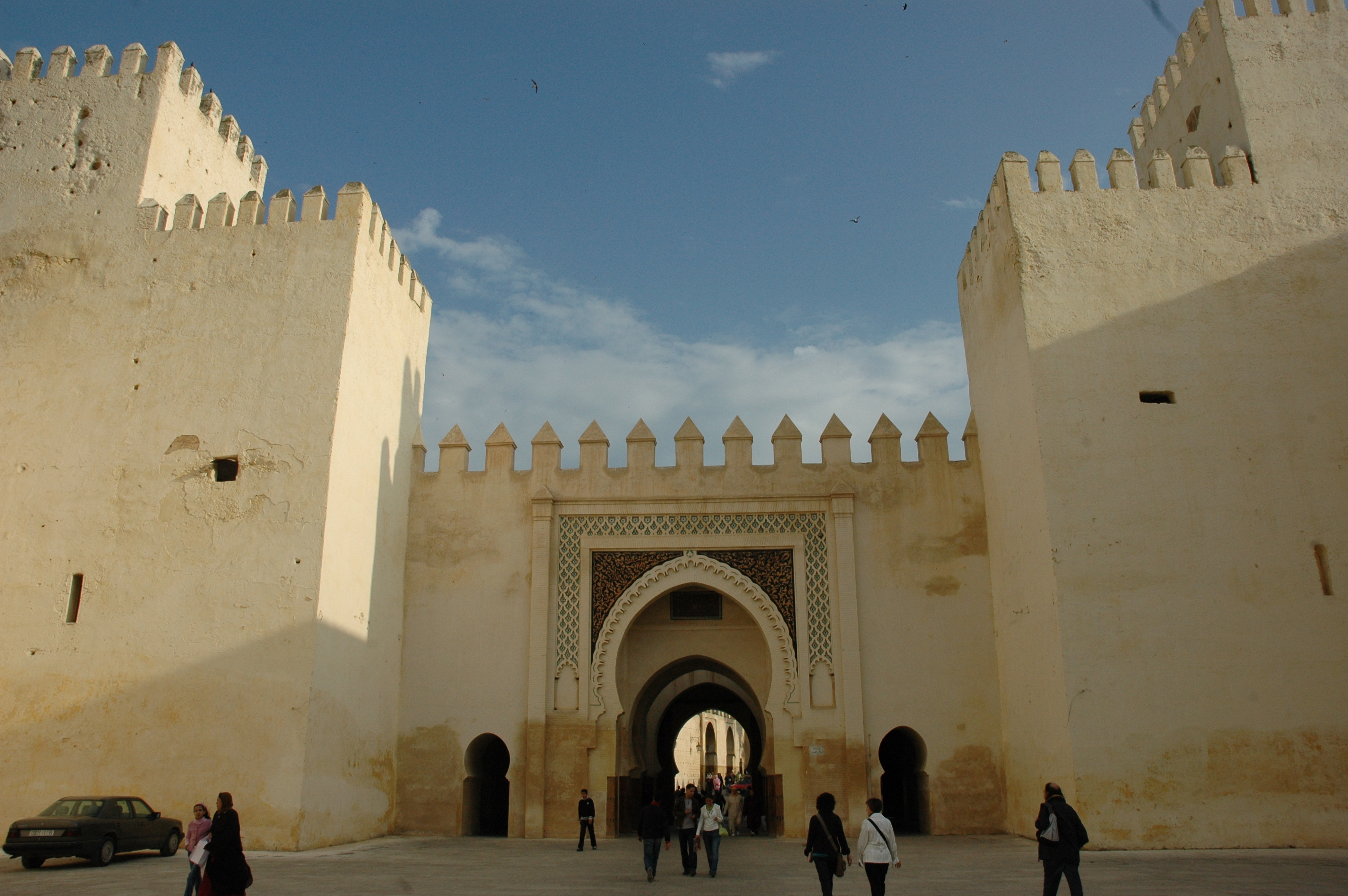
Bab Dekkakin, originalmente la principal entrada norte a Fes el-Jdid. La estructura principal data del período meriní, pero la puerta fue modificada y redecorada a finales del y principios del.

Fes el-Jdid tenía su propio conjunto de murallas y puertas fortificadas. Su entrada norte, al comienzo del camino a Meknes, consistía en un puente fortificado (ahora el Viejo Mecúar ) sobre el Oued Fes. Este puente se estableció entre dos puertas: Bab es-Sebaa (la actual Bab Dekkakin ) y Bab el-Qantara (o Bab el-Oued ; ahora reemplazada por la puerta de Dar al-Makhzen). La puerta sur de la ciudad, Bab 'Oyun Sanhaja (más tarde Bab Semmarine ), y la puerta occidental, Bab Agdal, compartían un diseño defensivo similar con Bab es-Sebaa al tener una entrada inclinada y torres laterales. En el interior, la ciudad se subdividió en diferentes distritos, algunos de los cuales, incluido Dar al-Makhzen, tenían muros y puertas que los separaban de los demás. Otro distrito, inicialmente conocido como Hims y luego convertido en el Mellah judío, también se agregó al sur de Bab Semmarine, entre las murallas internas y externas de la ciudad de este lado.
La mayor parte del perímetro exterior de Fes el-Jdid estaba protegido por un conjunto de muros dobles; un muro interior alto con pesadas torres cuadradas a intervalos regulares y un muro exterior más pequeño con torres menores. Hoy, una sección original de estos muros se ha conservado bien entre Lalla Mina y los Jardines de Agdal, dentro del perímetro de Dar al-Makhzen. En el lado norte de la ciudad, la muralla exterior más pequeña parece haberse extendido hacia el exterior de la ciudad para encerrar el vasto Jardín de Mosara, un jardín de placer real creado por los meriníes en 1287, casi tan grande como la propia ciudad. El acueducto elevado que abastecía de agua a este jardín corría entre Bab Dekkakin y la puerta de Bab Segma al norte (compuesto por dos enormes torres octogonales que todavía se ven hoy), y luego se incorporó a los muros mucho más recientes del Nuevo Mecúar.
El perímetro oriental de Fes el-Jdid, frente a Fes el-Bali, estaba más fortificado: tanto la muralla interior como la exterior eran igualmente macizas, y entre ellas discurría un largo corredor militar para el movimiento de las tropas La fortificación adicional de este lado se ha interpretado como un indicio de que las defensas de la ciudad real tenían por objeto tanto proteger al régimen de los inquietos habitantes de la antigua Fez como rechazar a los invasores externos. No obstante, los meriníes también restauraron y repararon las murallas de Fez el-Bali, además de dedicar su atención a la construcción de prestigiosas madrasas y otros embellecimientos en la ciudad antigua. El apogeo de los meriníes se tradujo, pues, en una época dorada también para Fez.
Hoy en día, las murallas y puertas de Fes el-Jdid todavía datan en gran parte del período meriní, generalmente de la construcción inicial de Abu Yusuf Ya'qub. Sin embargo, algunas secciones se han ampliado a lo largo de los años, y las de Dar al-Makhzen, en particular, se ampliaron varias veces para acomodar nuevos jardines y extensiones del palacio.

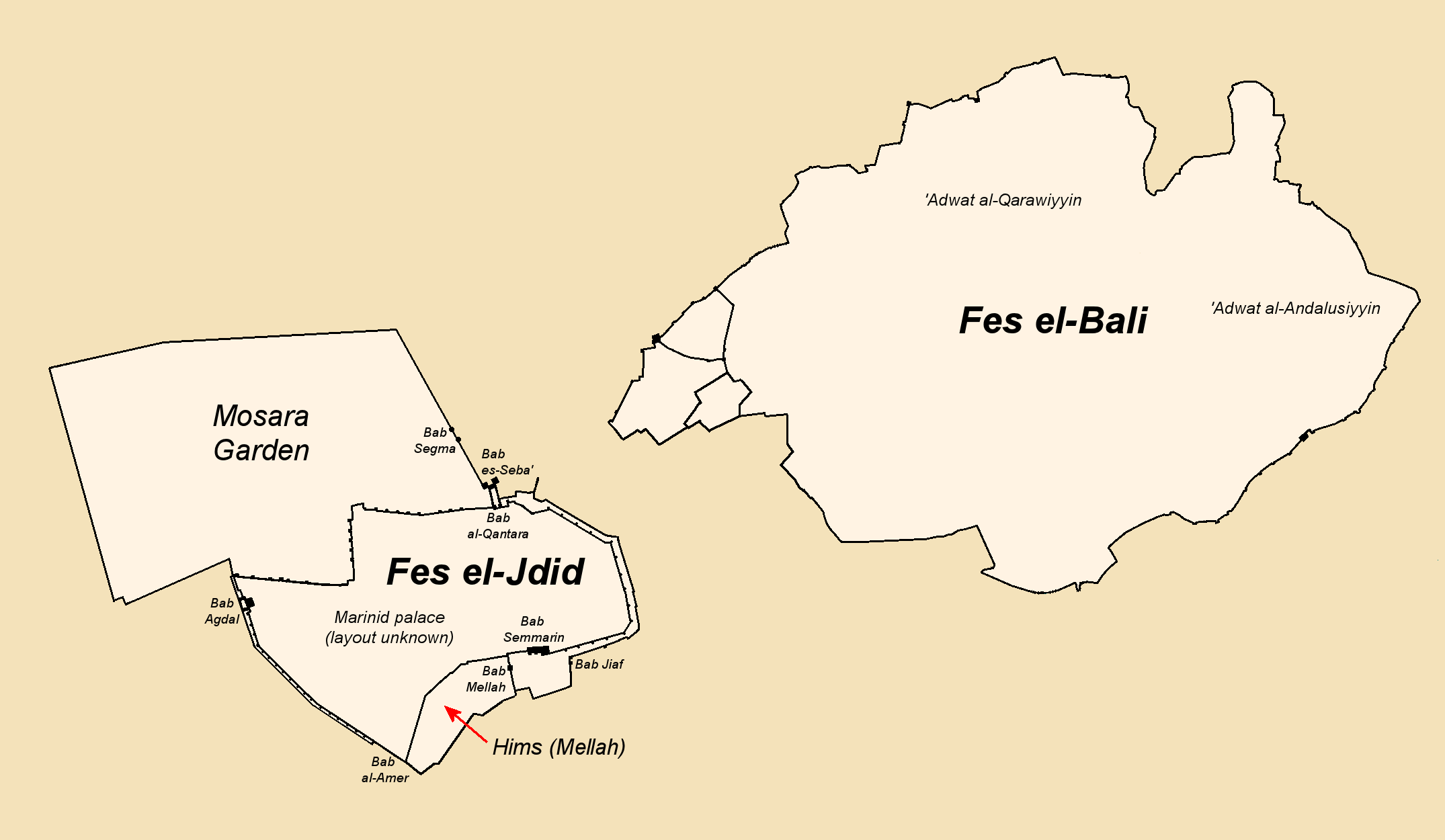
Las murallas de Fes el-Bali y Fes el-Jdid durante la era meriní. Fez el-Jdid incluía barrios musulmanes y, con el tiempo, un barrio judío (el Mellah), así como los palacios meriníes. La disposición original de estos palacios ya no se conoce. Al norte, los meriníes también crearon un vasto jardín conocido como al-Mosara, cerrado con sus propias murallas.

### Época saadí: control de Fez

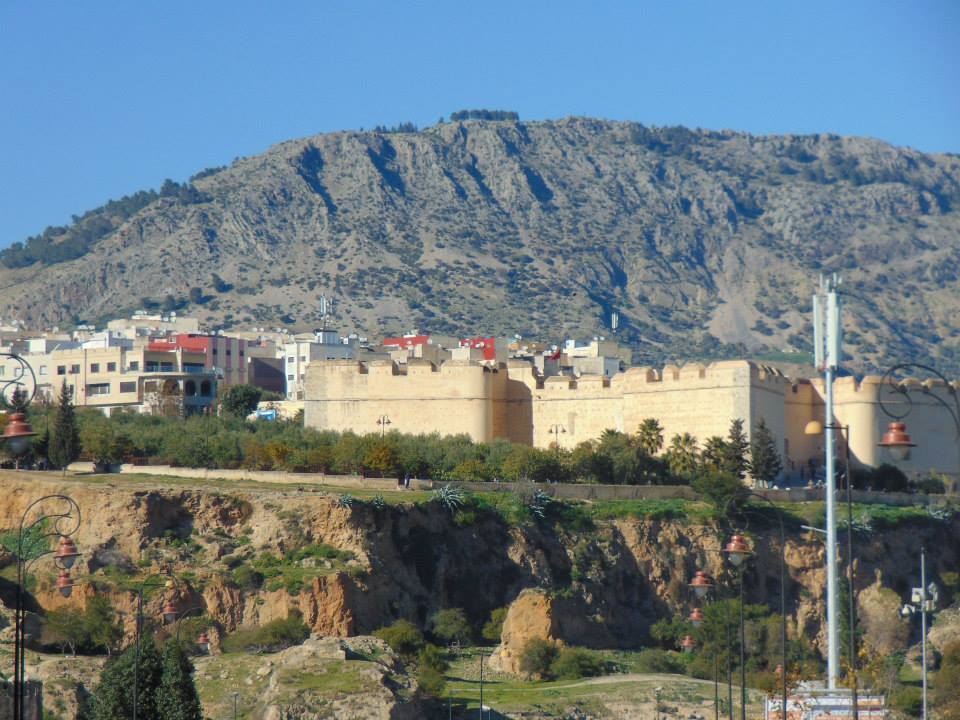
La fortaleza de Borj Nord, en las colinas del norte que dominan Fez el-Bali.

Tras el declive de los meriníes y sus sucesores wattasíes, Fez entró a su vez en un período de relativa oscuridad. El sultán saadí Muhammad ash-Sheikh sitió y conquistó Fez en 1549, después de una fuerte resistencia. En 1554-55, un miembro superviviente de la dinastía Wattasid restableció el control sobre Fez y los saadianos se vieron  obligados a sitiar y reconquistar Fez una vez más. Al retomar la ciudad, las autoridades saadíes se vengaron de algunos de los líderes locales y trataron mal a la población en general, lo que afianzó aún más la hostilidad de los habitantes hacia la nueva dinastía. Presumiblemente, como resultado de esta tensión persistente, los saadíes construyeron una serie de nuevos fuertes y baluartes alrededor de la ciudad que parecen estaban destinados a mantener el control sobre la población local. La mayoría de ellos estaban situados en terrenos altos que dominaban Fez el-Bali, desde donde podían bombardear fácilmente la ciudad con cañones. Estos incluyen la Kasbah Tamdert, justo dentro de las murallas de la ciudad cerca de Bab Ftouh, y los fuertes de Borj Nord ( Borj al-Shamali ) en las colinas del norte, Borj Sud ( Borj al-Janoub ) en las colinas del sur, y el Borj Sheikh Ahmed al oeste, en un punto de las murallas de Fes el-Jdid que estaba más cerca de Fes el-Bali. Estos fueron construidos a finales del siglo XVI, en su mayoría por el sultán Ahmad al-Mansur. Otros dos bastiones, Borj Twil y Borj Sidi Bou Nafa', también se construyeron a lo largo de las murallas de Fes el-Jdid al sur de Borj Sheikh Ahmed. El Borj Norte, el Borj Sur y estos bastiones (a veces denominados bastiún en árabe) de Fez el-Jdid son las únicas fortificaciones de Fez que muestran una clara influencia europea (probablemente portuguesa) en su diseño, actualizado para servir de defensas en la era de la pólvora. Es posible que algunas de ellas se construyeran con la ayuda de prisioneros de guerra europeos cristianos procedentes de la victoria de los saadíes sobre los portugueses en la batalla de los Tres Reyes en 1578.

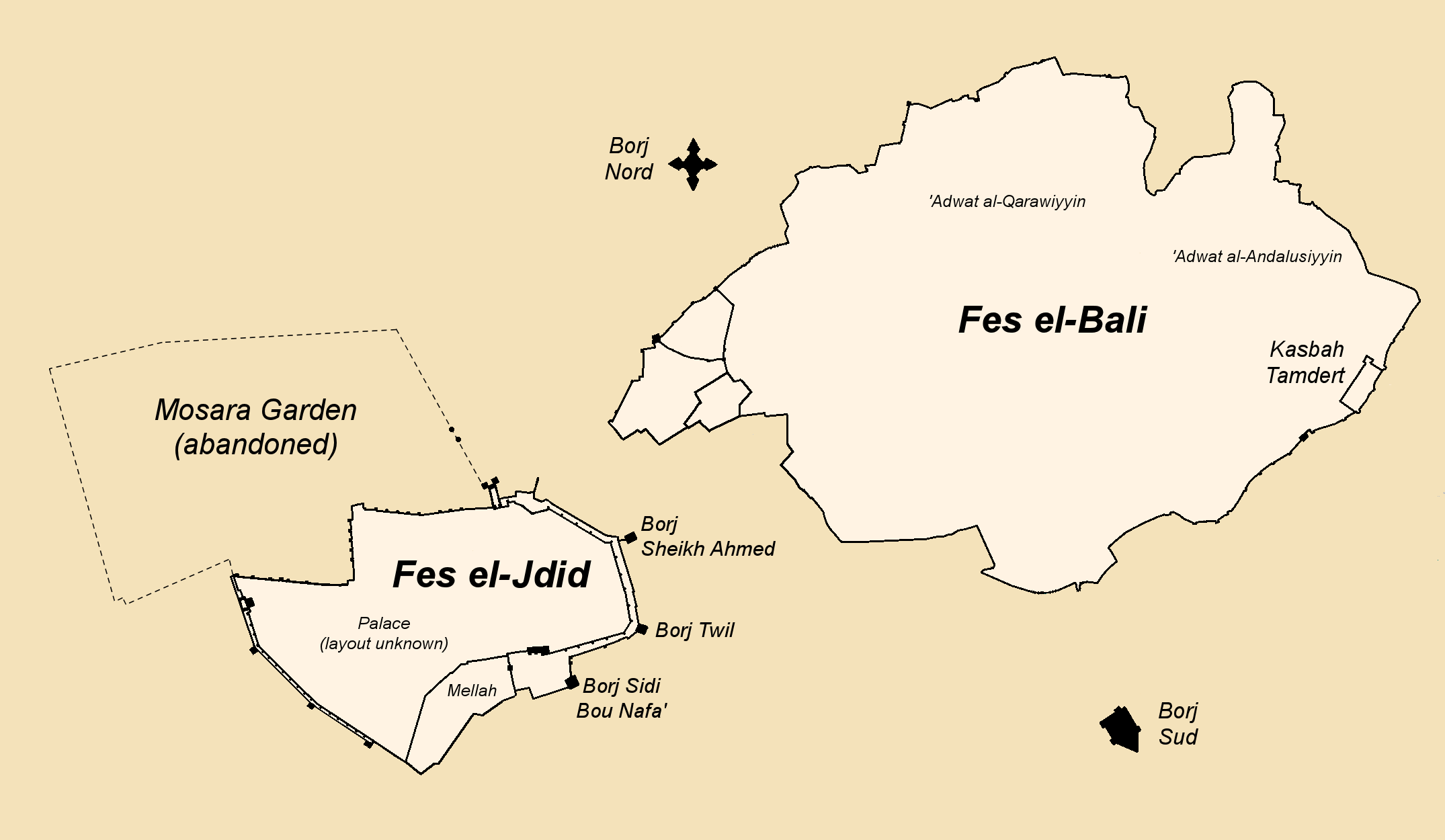
Fez bajo control saadí. Los saadíes construyeron múltiples fortalezas nuevas para imponer el orden y mejorar las defensas. El Borj Norte y el Borj Sur se construyeron fuera de las murallas de Fez el-Bali, en las colinas del norte y el sur, respectivamente. La Kasbah Tamdert se construyó junto a Bab Ftouh (al sureste). Se añadieron tres baluartes principales a las defensas de Fez el-Jdid en los lados este y sur: Borj Sheikh Ahmed, Borj Twil y Borj Sidi Bou Nafa'. También se añadieron otros baluartes menos notables en el lado oeste.

### Época alauita: vinculación de Fes el-Jdid con Fes el-Bali

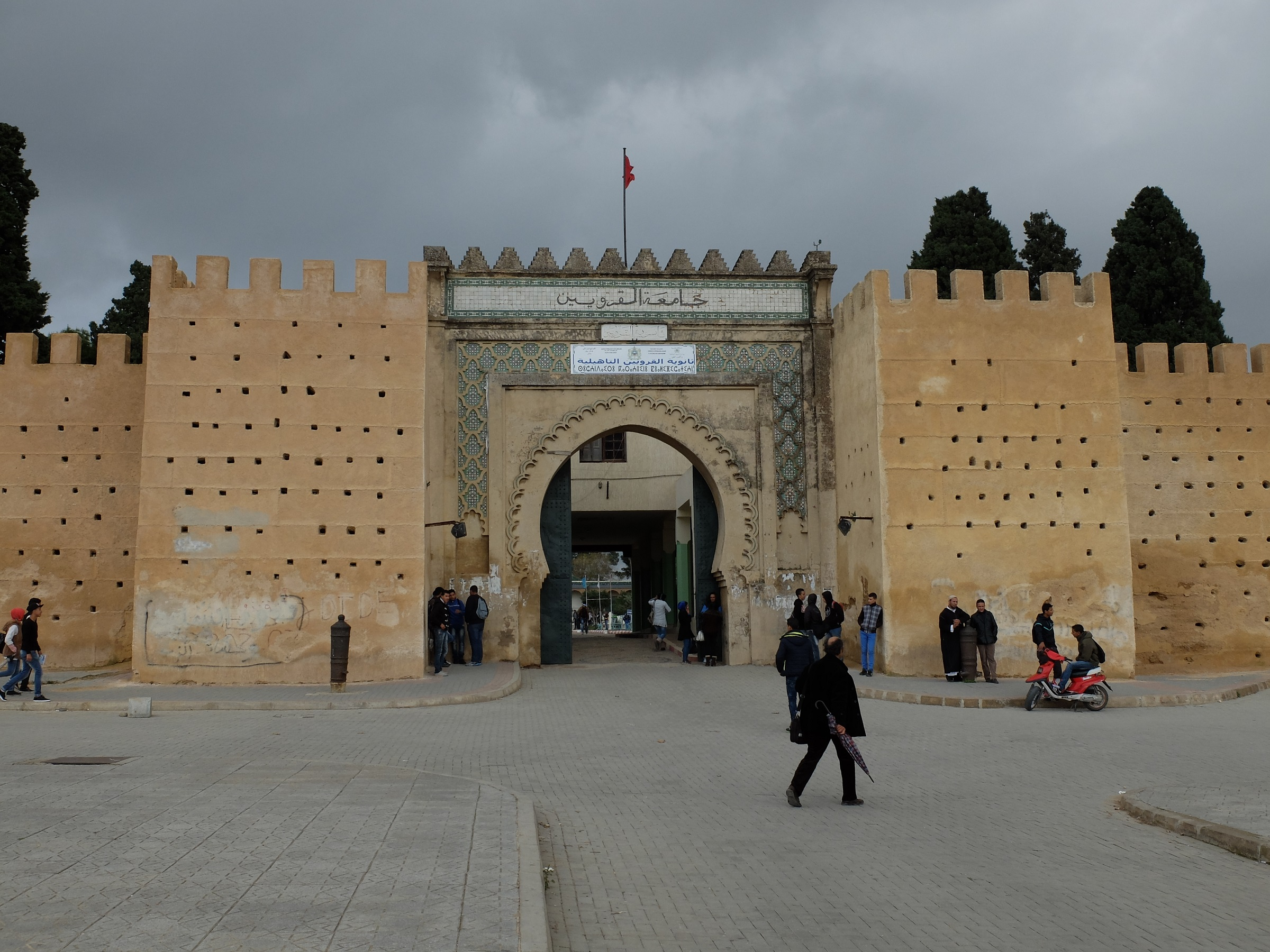
La entrada de la Qaṣba Shrārda hoy.

El fundador de la dinastía alauita, Moulay Rashid, tomó Fez en 1666 y la convirtió en su capital. Se dedicó a restaurar la ciudad después de un largo período de abandono. Construyó la Kasbah Cherarda (también conocida como Kasbah al-Khemis) al norte de Fes el-Jdid y del Palacio Real para albergar a gran parte de sus tropas tribales. También restauró o reconstruyó lo que se conoció como la Kasbah an-Nouar, que se convirtió en la vivienda de sus seguidores de la región de Tafilalt (el hogar ancestral de la dinastía alauita). Por esta razón, la kasbah también se conocía como Kasbah Filala ("Kasbah de la gente de Tafilalt").
Después de la muerte de Moulay Rashid, Fez atravesó otro período oscuro, pero a partir del reinado de Moulay Muhammad ibn Abdallah en adelante recuperó su poder y prestigio. Los alauitas continuaron reconstruyendo o restaurando diversos monumentos, así como ampliando varias veces el recinto del Palacio Real. El último y más importante cambio en la topografía de Fez se produjo durante el reinado de Moulay Hasan I (1873-1894), quien finalmente conectó Fez el-Jdid y Fez el-Bali construyendo un corredor amurallado entre ambas. Dentro de este nuevo corredor, entre las dos ciudades, se encuentran nuevos jardines y palacios de verano utilizados por la realeza y la alta sociedad de la capital, como los Jardines Jnan Sbil .
El contorno de Fez el-Jdid (y del Palacio Real en su interior) también se modificó muchas veces en este periodo. En el siglo XIX, la creación de los vastos Jardines del Agdal al oeste y la adición del Mecúar de Bab Bou Jat y el Nuevo Mecúar al norte ampliaron el perímetro de la ciudad y requirieron el desvío del río Oued Fes también hacia el norte.

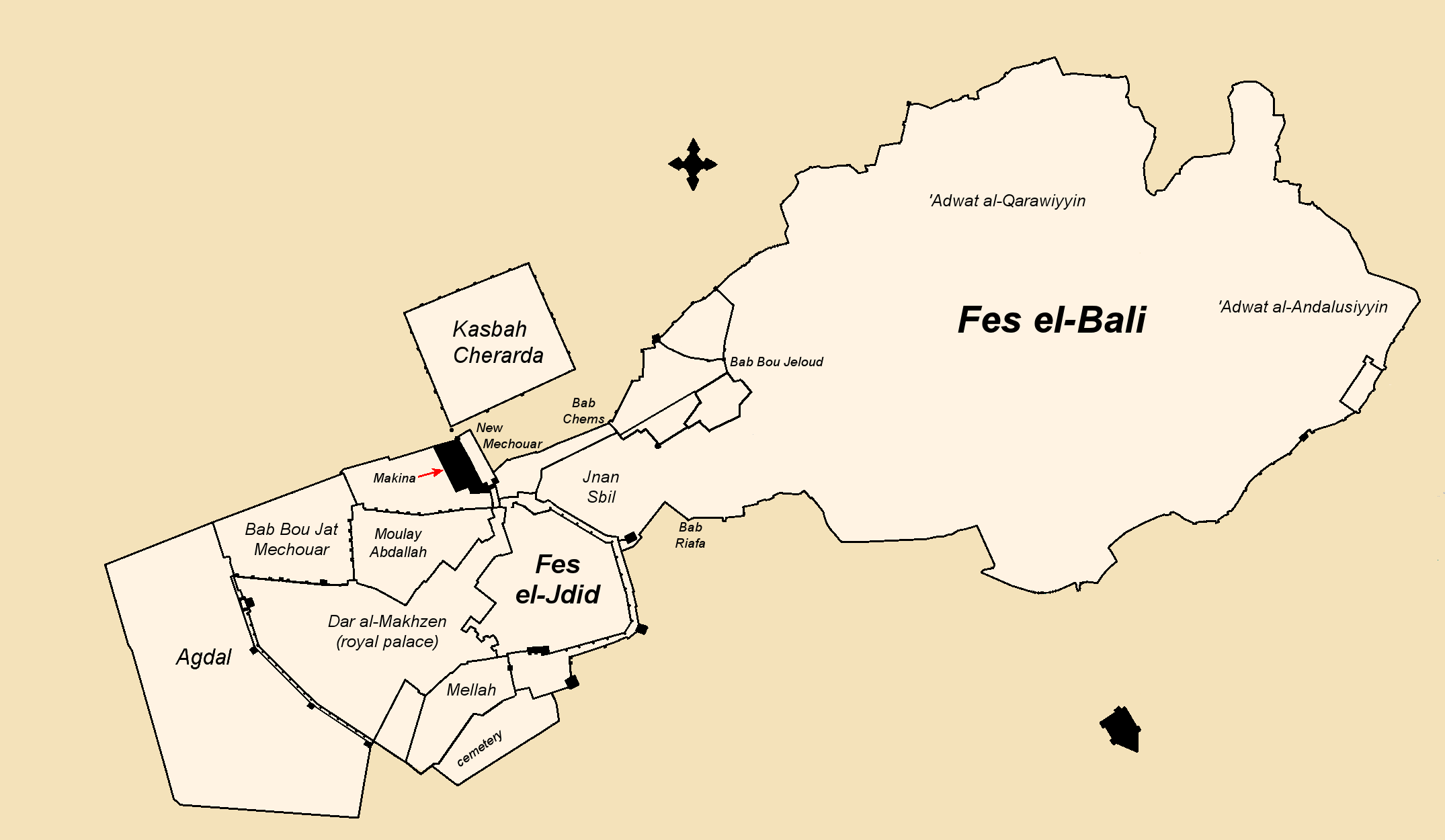
Las murallas de Fez alrededor de 1913, al final de todas las principales adiciones de la era alauita. La forma final de Dar al-Makhzen se conoce en este punto, luego de muchas expansiones. Moulay Rachid también agregó Kasbah Cherarda al norte de Fes el-Jdid, Abd al-Rahman agregó Bab Bou Jat Mechouar, mientras que Hassan I finalmente unió Fes el-Jdid y Fes el-Bali con muros a fines del. Moulay Hassan también creó los jardines Jnan Sbil y Agdal, así como el Nuevo Mechouar, junto al cual estaba el Dar al-Makina.

## Kasbahs y fortalezas
Se construyeron varias fortalezas y recintos fortificados en toda la ciudad durante muchas épocas. El término " kasbah " ( en árabe: قَـصَـبَـة‎, romanizado: qaṣabah ) se utilizó para denotar una gran cantidad de recintos fortificados que iban desde pequeños fuertes de guarnición hasta ciudadelas más grandes, muchas de ellas nombradas por el origen étnico o geográfico de los soldados apostados allí. El término borj ( en árabe: برج‎ ), que generalmente significa "torre", se aplicó a una serie de estructuras y bastiones militares fuertemente fortificados, especialmente los de la era saadí. A continuación se incluye una lista de las estructuras más importantes de cualquier tipo:
- Kasbah Bou Jeloud: esta kasbah ya no está fortificada hoy en día, pero conserva su huella en el diseño de la zona, que incluye la Mezquita Bou Jeloud de la época almohade.[2] Fue ciudadela de los almorávides y luego de las autoridades almohades, y siguió siendo utilizada como residencia del gobernador incluso hasta el siglo XX[2]
- Kasbah an-Nouar: También conocida como Kasbah Filala, data de las épocas almohade y alauita.[2]
- Kasbah Cherarda: También conocida como Kasbah al-Khemis, data de la época alauita.[2]
- Kasbah Tamdert: Cerca de la puerta Bab Ftouh en el sureste, data del período saadí.[2]
- Borj Nord: este fuerte saadí muestra los signos más claros de la influencia europea en su estructura y se alza sobre las colinas al norte de la ciudad, cerca de las tumbas meriníes.[1][2] Hoy alberga un Museo de Armas.[1]
- Borj Sud  La "hermana" de Borj Nord, se encuentra en las colinas que dominan Fez el-Bali desde el sur.[2]
- Baluartes de Fes el-Jdid: estas tres enormes torres fueron construidas por los saadianos a lo largo de las esquinas este y sureste de las murallas de Fes el-Jdid.[2]
  - Borj Sheikh Ahmed: El bastión más al norte y al este, este fue construido en la esquina de las murallas más cercanas a Fes el-Bali. Hoy en día también se puede ver de forma destacada con vistas al extremo sur de los Jardines Jnan Sbil.
  - Borj Twil : El bastión del sureste, ubicado entre los otros dos.
  - Borj Sidi Bou Nafa': El bastión más al sur, ubicado en el lado sur de lo que solía ser la puerta de Bab Jiaf (también conocida como Bab Sidi Bou Nafa; ahora ocupada por una carretera principal).

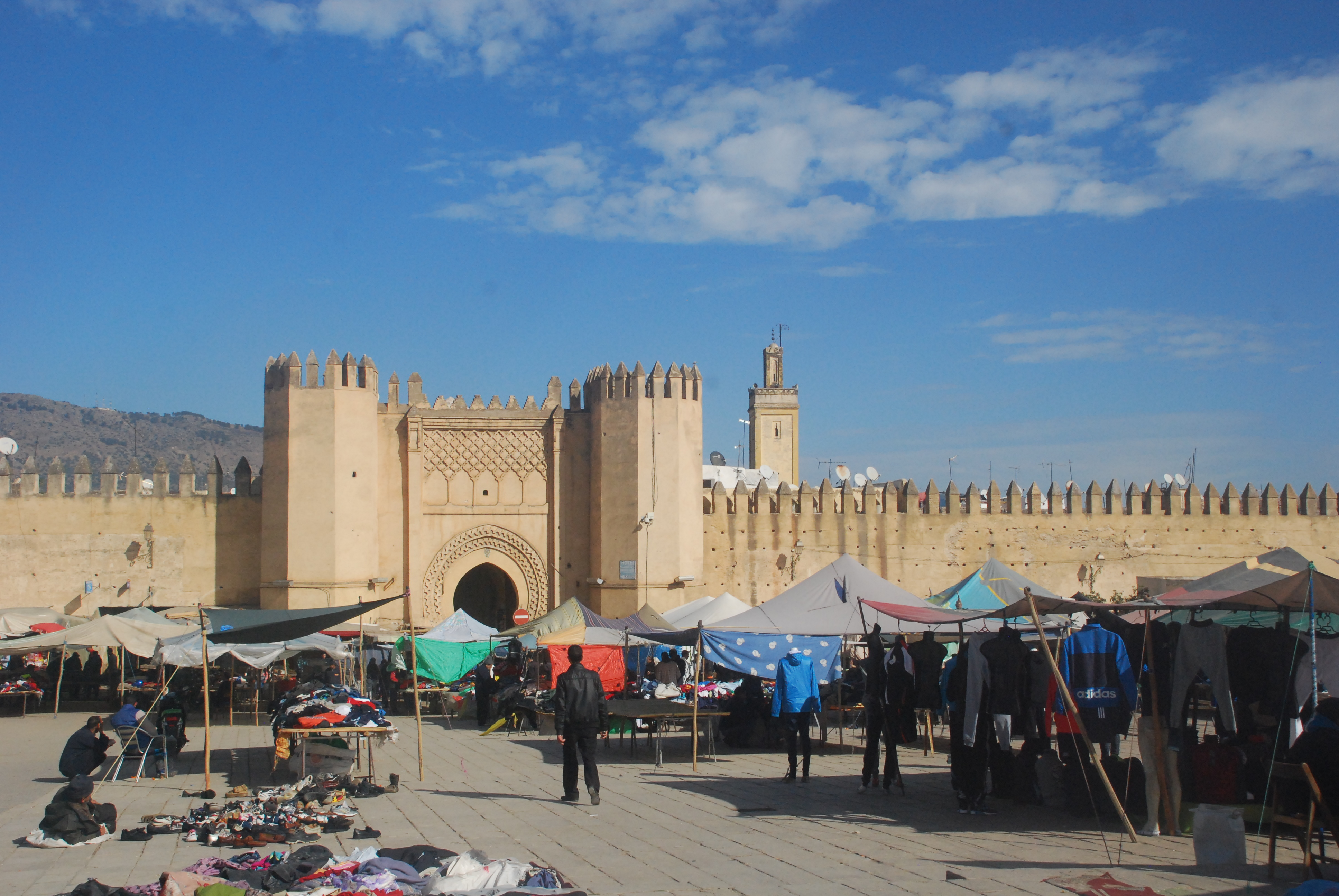
Kasbah an-Nouar (vista exterior desde el sur)
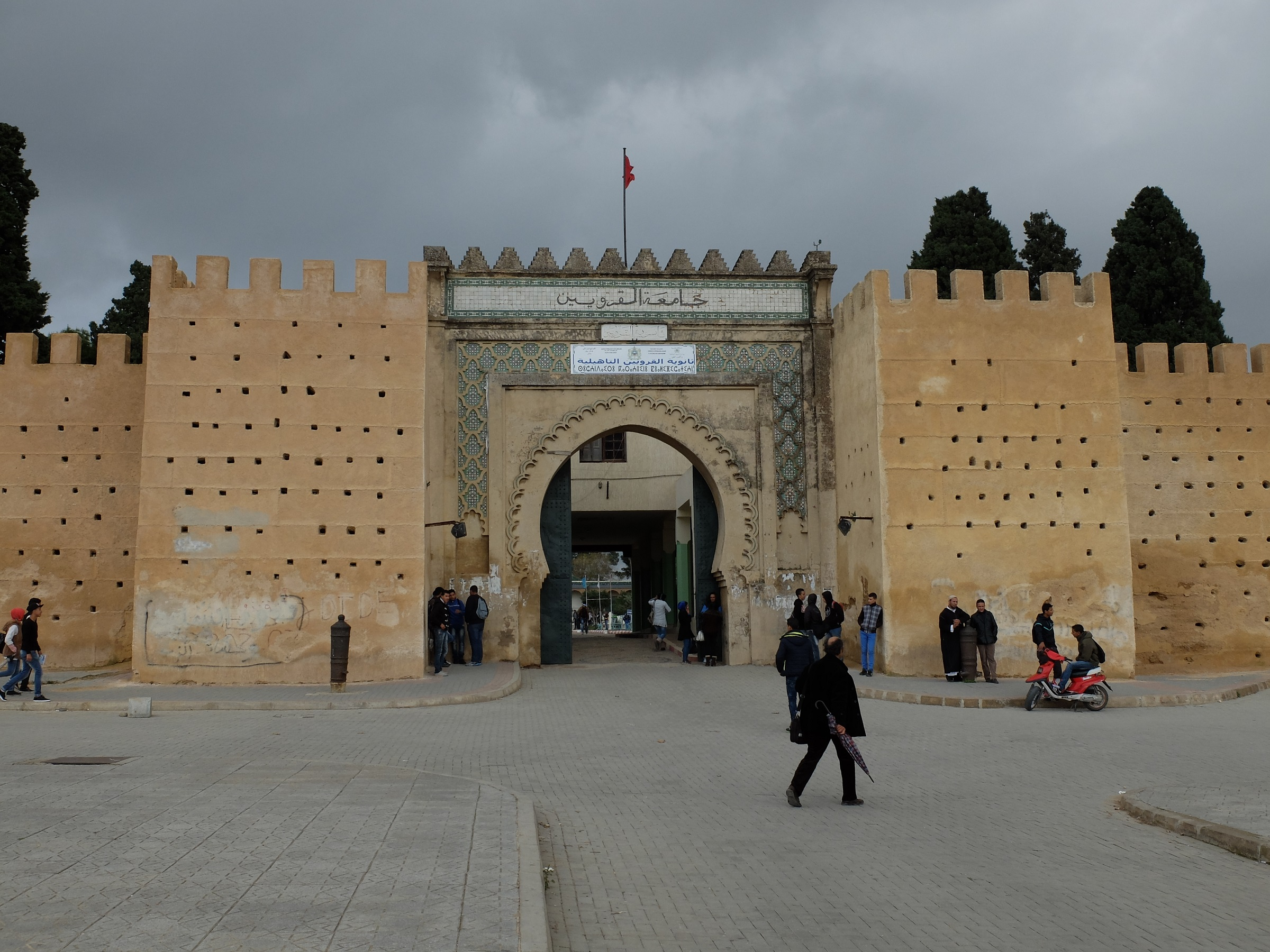
Kasbah Cherarda (puerta de entrada)
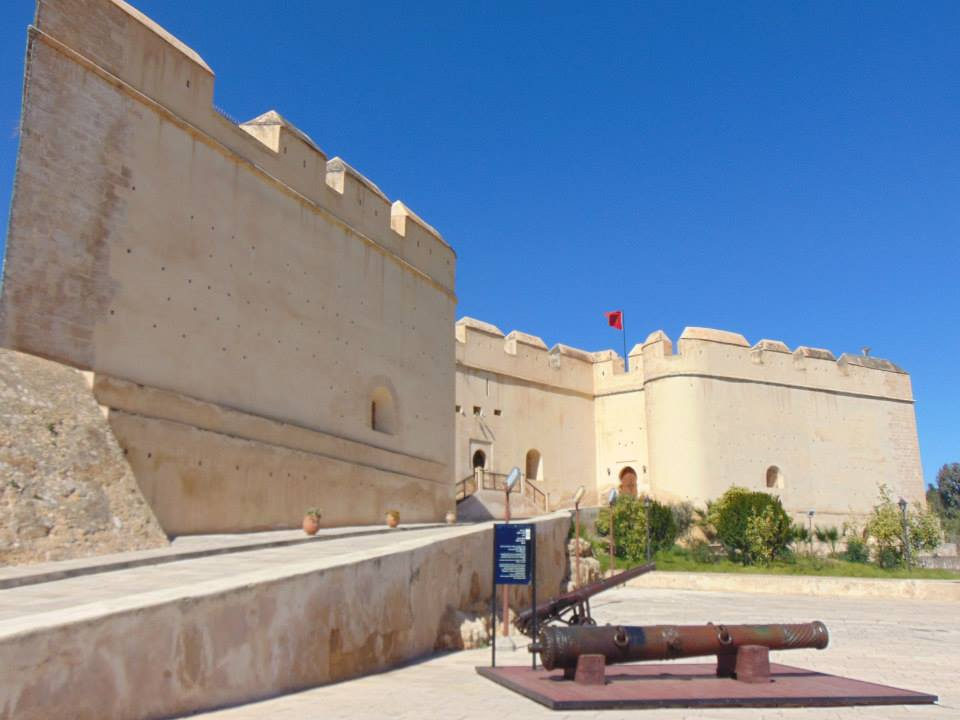
Borj Norte
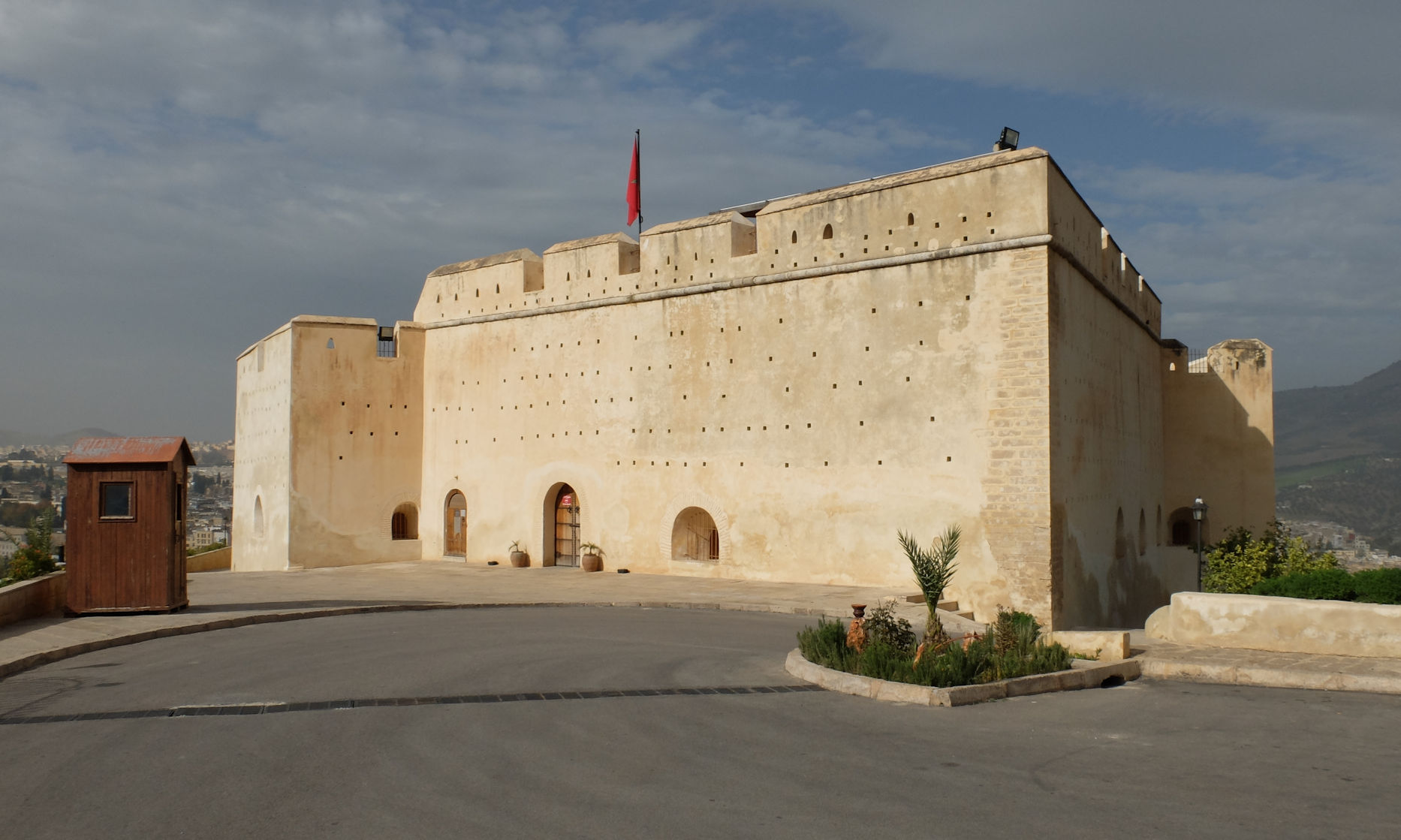
Borj Sur
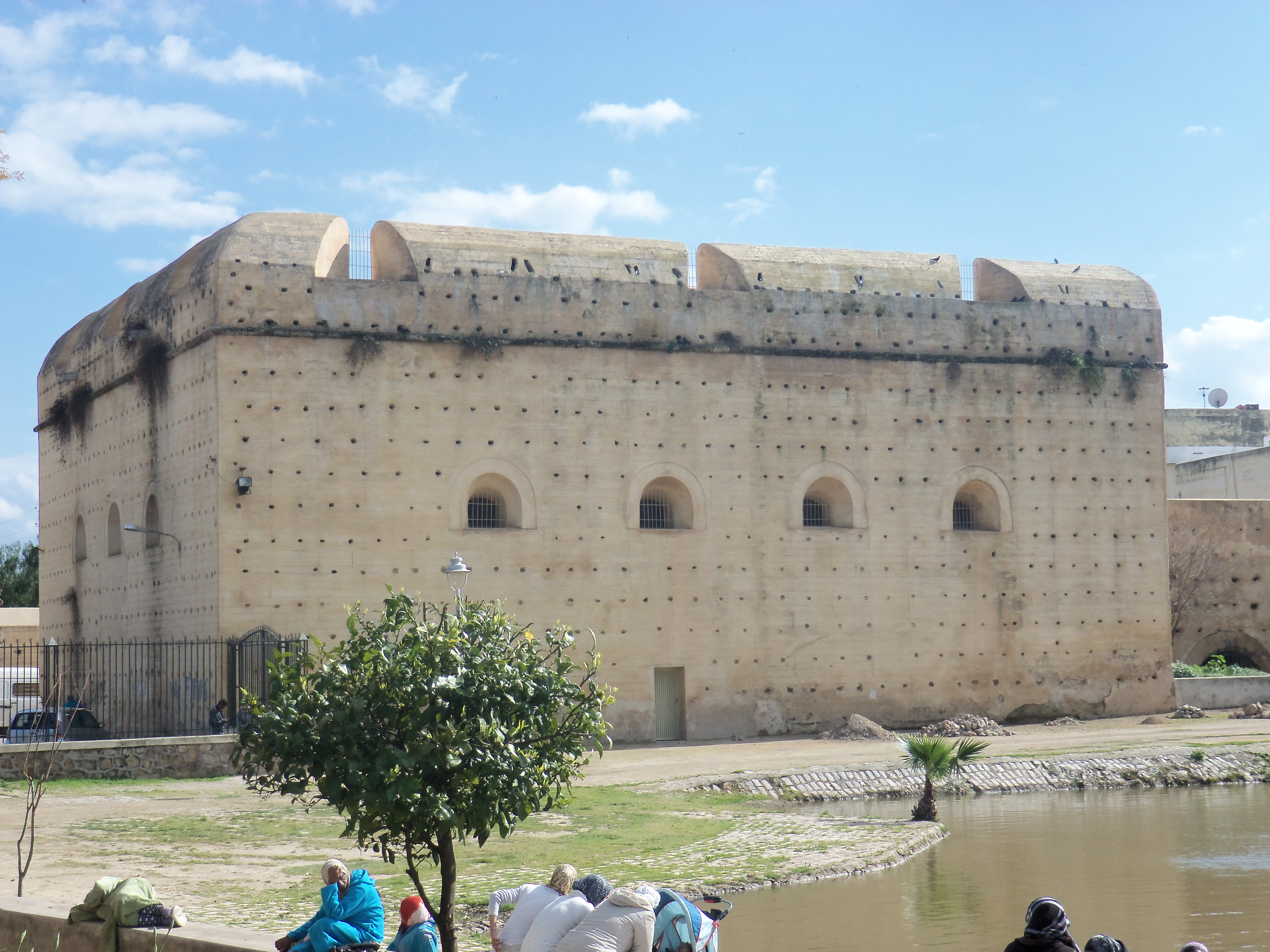
Borj Sheij Ahmed

## Puertas de la ciudad

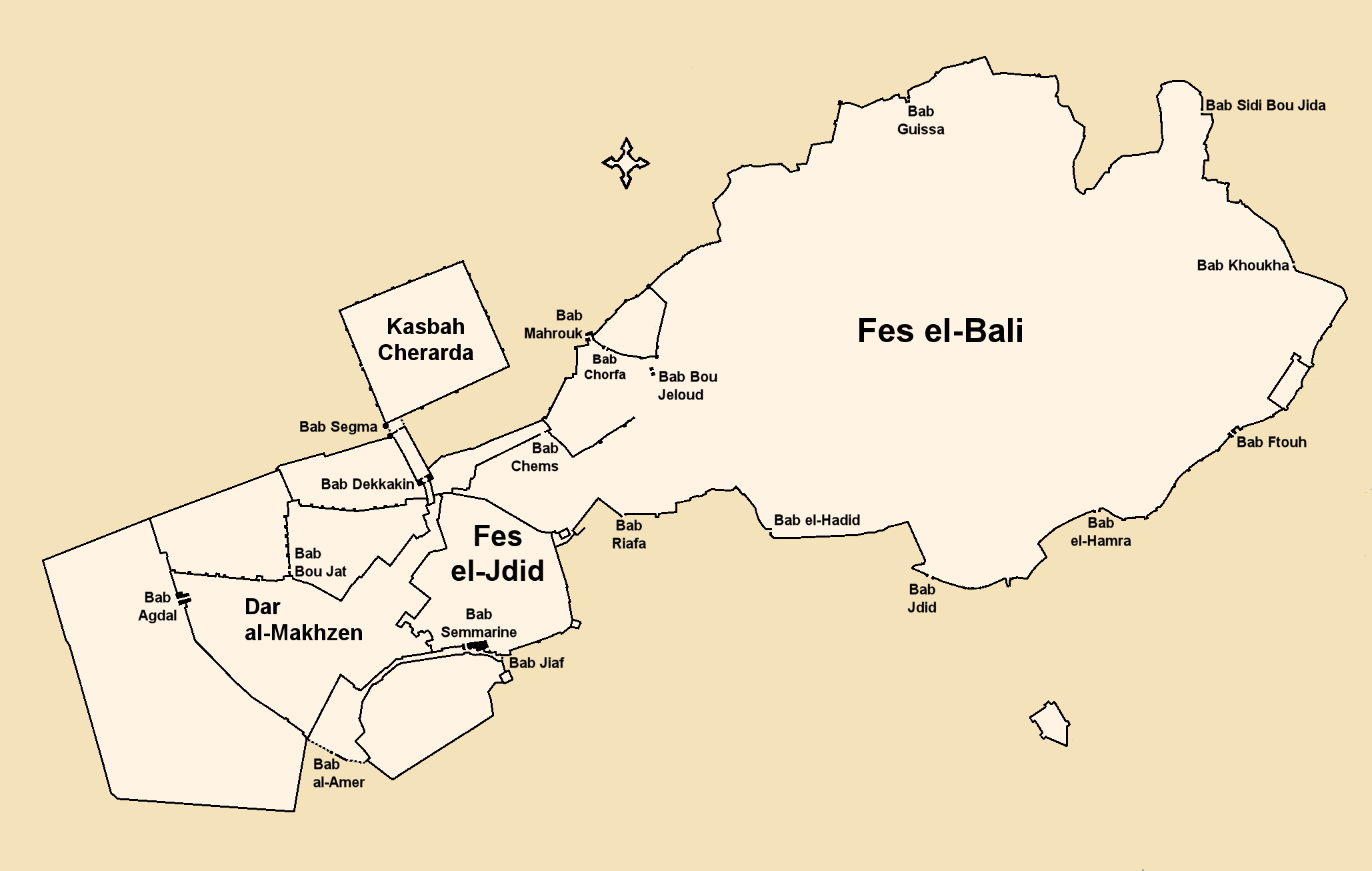
Mapa que muestra los nombres y ubicaciones de todas las puertas históricas de Fez. (Nota: algunas puertas, como Bab el-Hamra y Bab Khoukha, desaparecieron hace siglos, mientras que otras puertas, como Bab Chems y Bab Riafa, datan de tiempos modernos.)

Hay numerosas puertas tanto en Fes el-Bali como en Fes el-Jdid, de diversa importancia, que van desde estructuras militares monumentales hasta simples aberturas en la pared. Se enumeran a continuación.

### Puertas de Fez el-Bali
Las puertas de Fes el-Bali son las siguientes:
- Bab Mahrouk: Históricamente, la principal entrada occidental de las murallas de la ciudad, construida a principios del siglo XIII durante el gobierno de Muhammad al-Nasir, en estilo arquitectónico almohade. Existe junto al cementerio Bab Mahrouk y Kasbah An-Nouar .[16] Su nombre significa "Puerta de los Quemados".[2]
- Bab Bou Jeloud: la principal entrada occidental a Fes el-Bali en la actualidad (ubicada más al este que Bab Mahrouk) y un monumento icónico de la medina de Fez. Fue construido en 1913 al comienzo del dominio colonial francés, reemplazando una puerta más antigua y más modesta del mismo nombre.[17]
- Bab Ftouh: La principal puerta suroeste de Fez el-Bali. Data esencialmente de la época almohade (siglos XII-XIII) en su forma actual.[18] Cerca está el Cementerio Bab Ftouh y la Kasbah Tamdert.[2]
- Bab Guissa: La principal puerta nororiental de Fes el-Bali, que también data en su forma actual de la época almohade (siglos XII-XIII).[2][19] La puerta monumental original, aún en pie, tiene una entrada acodada, pero más tarde se abrió una pequeña puerta lateral para facilitar el acceso directo en la actualidad.[2][1] Junto a ella se encuentra la Mezquita Bab Guissa.
- Bab el-Hadid: Esta puerta se encuentra en la parte suroeste de las murallas de la ciudad. Antes del siglo XX, esta zona de la ciudad antigua no estaba densamente edificada y estaba ocupada principalmente por jardines y mansiones de los habitantes más ricos de Fez. Por ello, durante la mayor parte de su historia no hubo grandes vías de acceso.[2]
- Bab Jdid: Esta puerta, que significa "puerta nueva", estaba situada en el extremo sur de la ciudad, cerca de la salida del Oued Bou Khrareb (el río central que separa los distritos de Qarawiyyin y Andalous). Al igual que Bab el-Hadid, no fue históricamente una puerta importante debido a la escasa densidad de población que había detrás de ella.[2] Hoy en día, la zona de la antigua puerta está atravesada por una de las únicas vías principales por las que los coches y los autobuses pueden acceder a la medina central, que conduce a la plaza R'Cif.[20]
- Bab Sidi Bou Jida (o Bab Sidi Boujda ): solo es una pequeña puerta actualmente,[21] esta puerta está ubicada en el extremo noreste de la ciudad (en un área donde las murallas de la ciudad sobresalían ligeramente) y servía como la entrada exterior al distrito de Keddane (o Keddan).[2][9] La puerta más antigua en esta área se llamó originalmente Bab Abi Sofyan, mientras que una puerta posterior también se llamó Bab Beni Msafer.[2]
- Bab el-Hamra : Esta puerta, que significa "Puerta Roja" (o quizás "Puerta de la Dama Roja"), estaba situada a poca distancia al oeste de Bab Ftouh, pero en el siglo XVI parece que ya había desaparecido. Su nombre se conservó a través del nombre del cementerio de Bab al-Hamra, situado dentro de las murallas de la ciudad y al oeste de Bab Ftouh.[2]
- Bab Khoukha : también conocida como Bab Knisa ("Puerta de la Iglesia"), se encontraba en el extremo este/sureste de la ciudad, justo al noreste de Bab Ftouh. Al igual que Bab al-Hamra, ya había desaparecido en el siglo XVI, quedando sólo su nombre como topónimo en la zona.[2]
- Bab Chorfa : La puerta a la Kasbah An-Nouar, una ciudadela en el extremo occidental de Fes el-Bali. Su forma actual data de la época alauita.[2] El nombre significa la "Puerta de los Sharifs".
- Bab Chems:Esta sencilla puerta se encuentra en el extremo occidental de la plaza Bou Jeloud y en el extremo oriental del corredor amurallado que conduce desde el Viejp Mecúar y Fez el-Jdid.[2] : 106–107 Probablemente se abrió por primera vez a finales del siglo XIX cuando Moulay Hassan construyó el corredor. "Bab Chems" es una transliteración francesa de Bab (al-)Shams, árabe para "Puerta del Sol". El nombre probablemente proviene de un pequeño puesto de guarnición o fuerte cercano, justo al oeste, llamado Kasbah ech-Chems (o Kasbah ash-Shams ).[2] Aunque hoy en día la puerta tiene un aspecto tradicional de arco de herradura apuntado, en el siglo XIX se construyó en un estilo italiano o neoclásico y se la conocía como Bab Campini, en honor al arquitecto italiano que la diseñó. Posteriormente, los funcionarios franceses del periodo del Protectorado (siglo XX) la remodelaron con su aspecto actual para borrar lo que consideraban influencias extranjeras en la arquitectura local marroquí.[22]

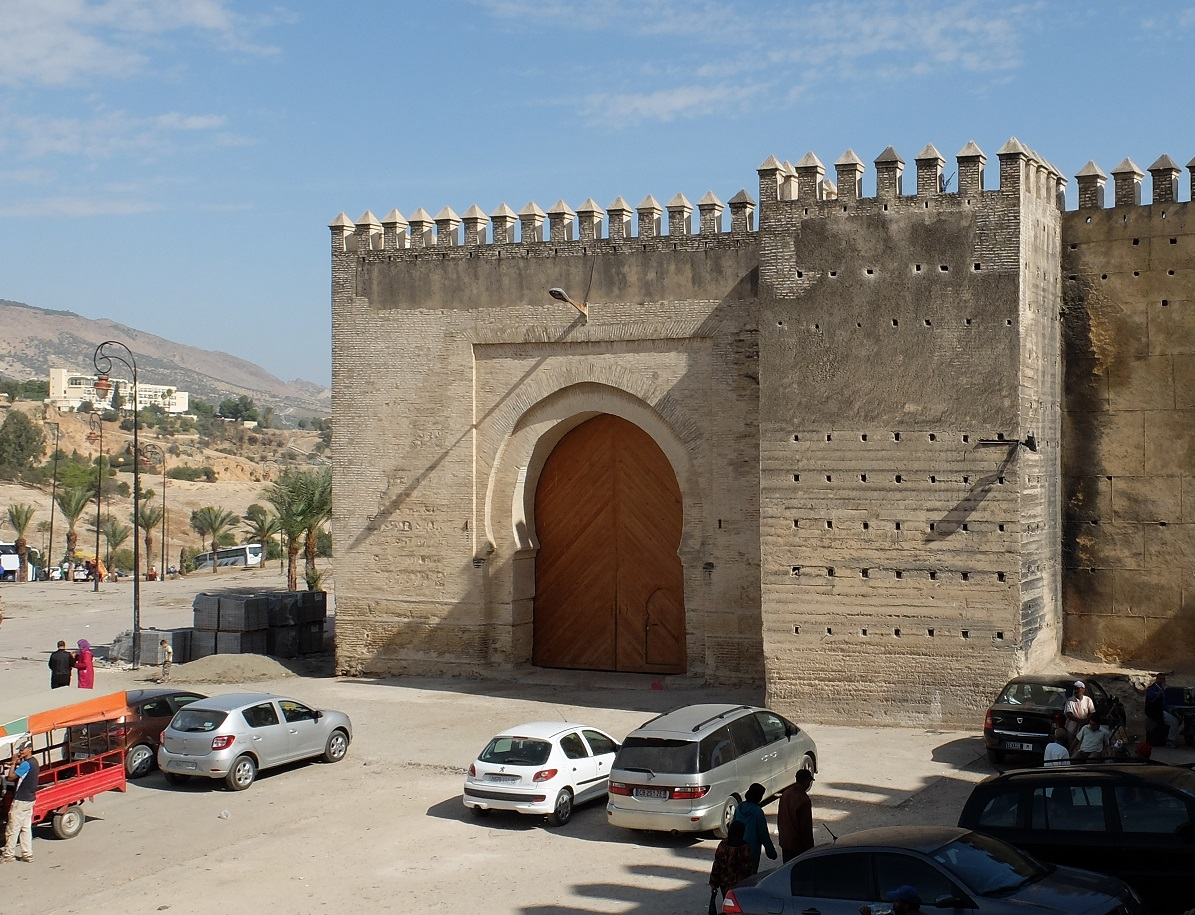
Bab Mahrouk
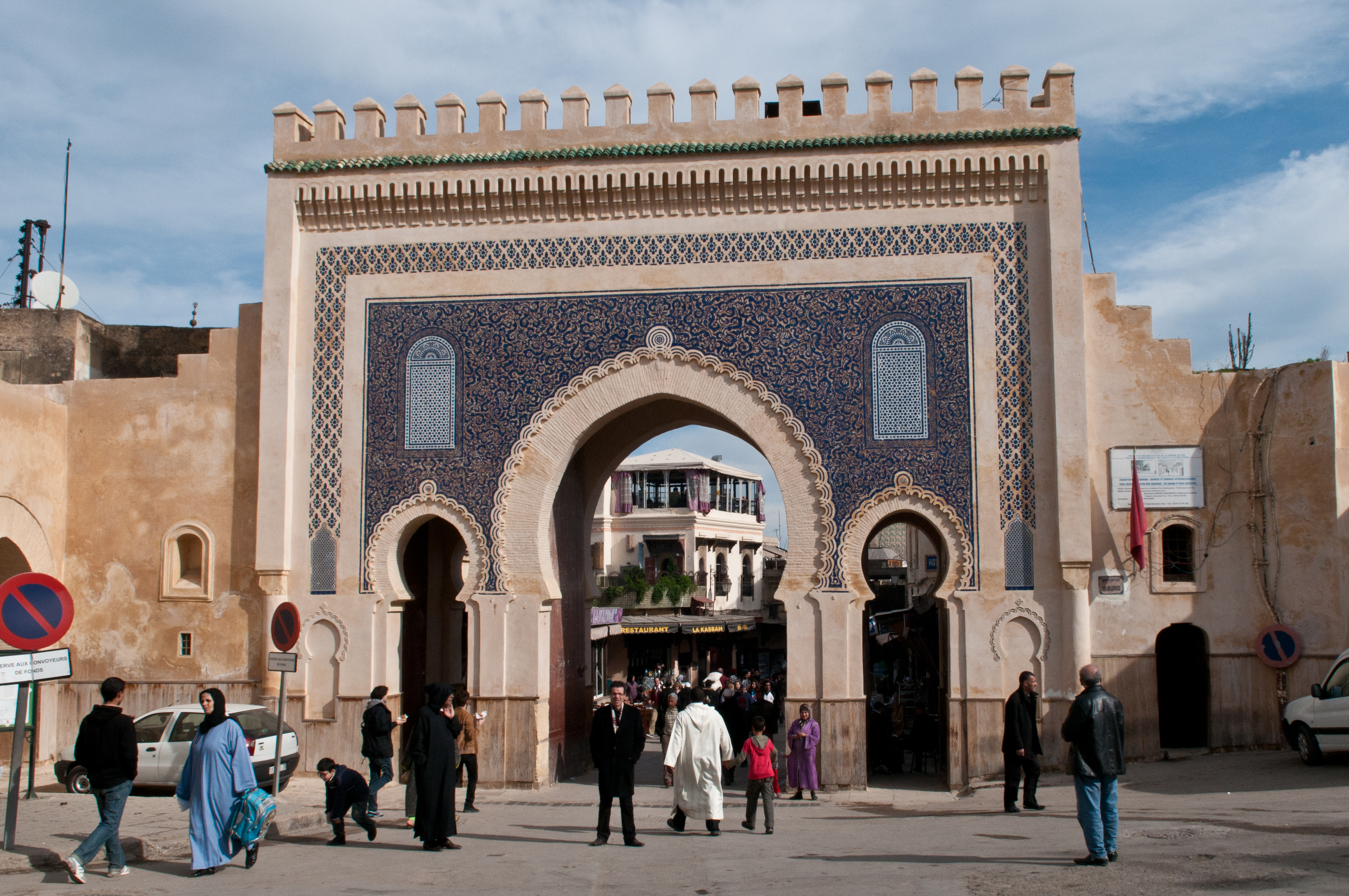
Bab Bou Jeloud
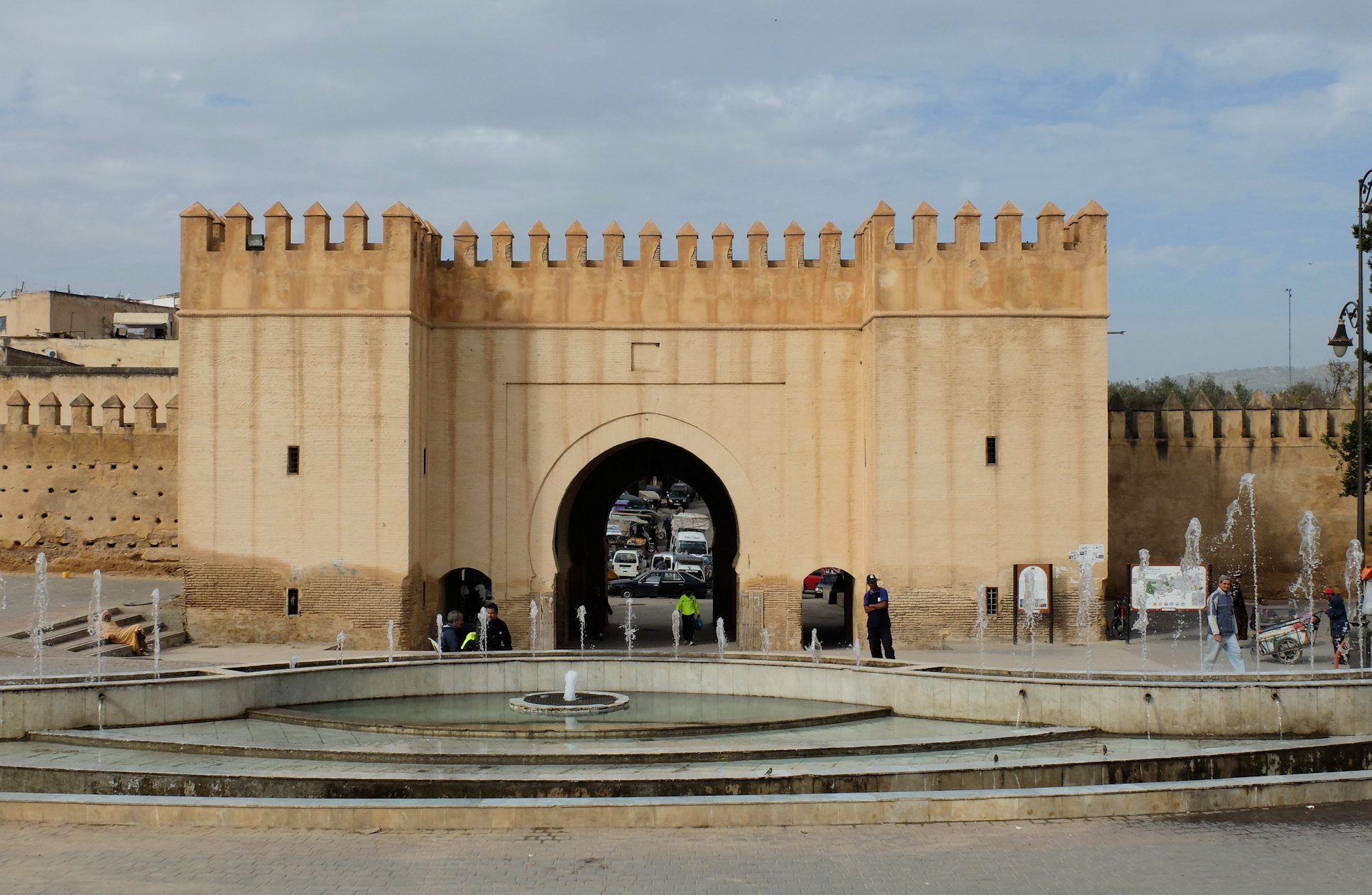
Bab Ftouh
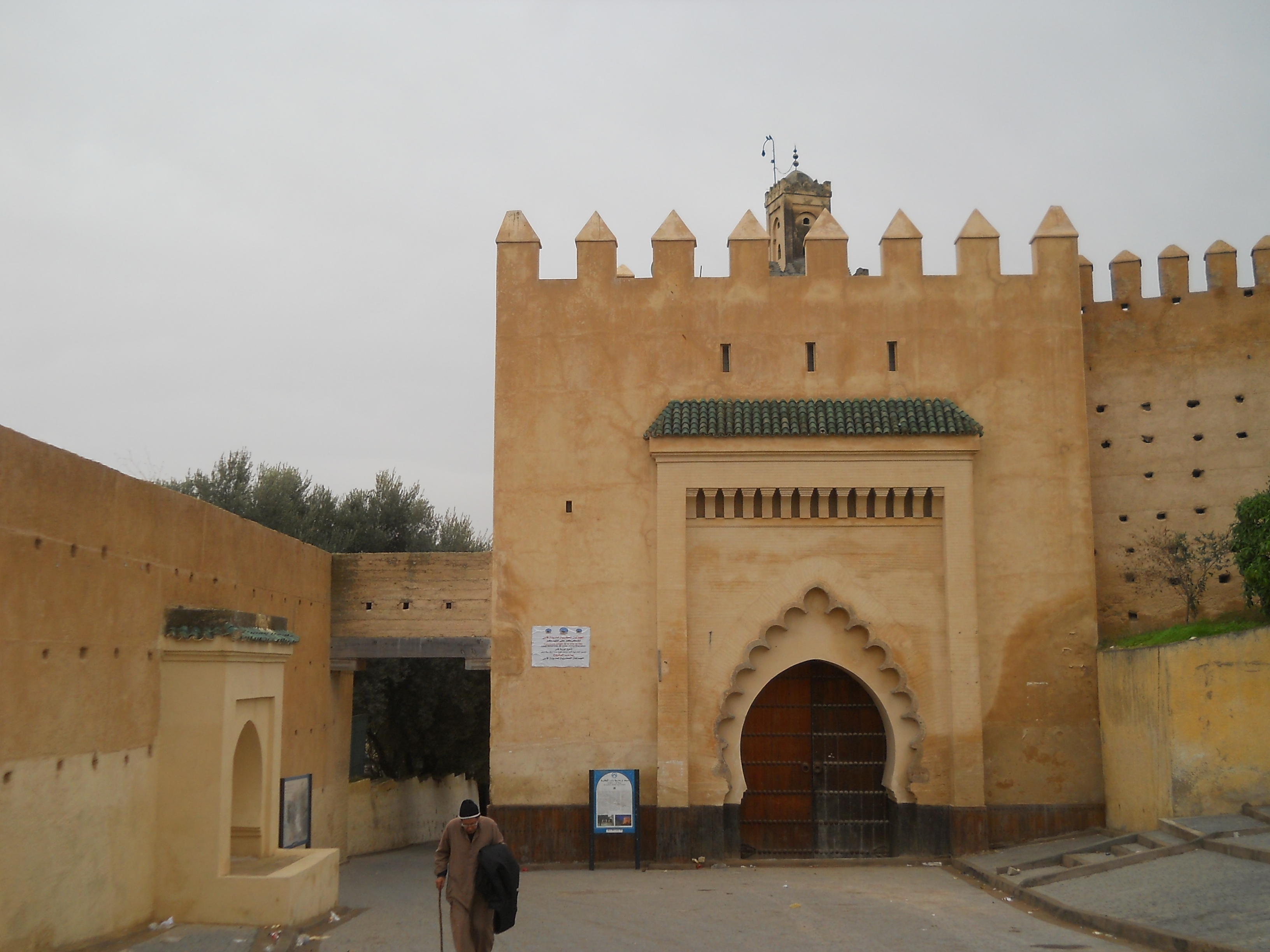
Bab Guissa
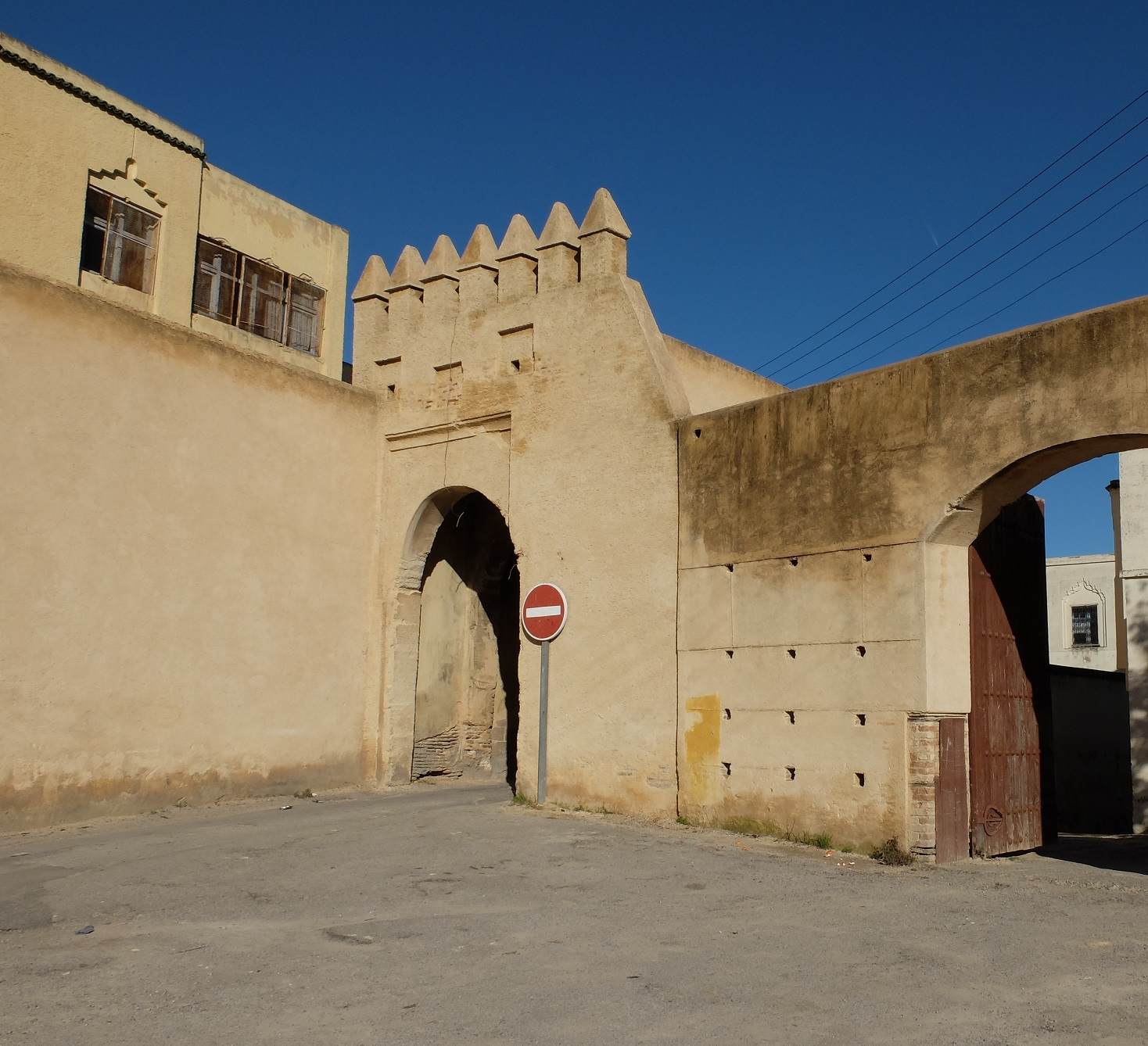
Bab el Hadid
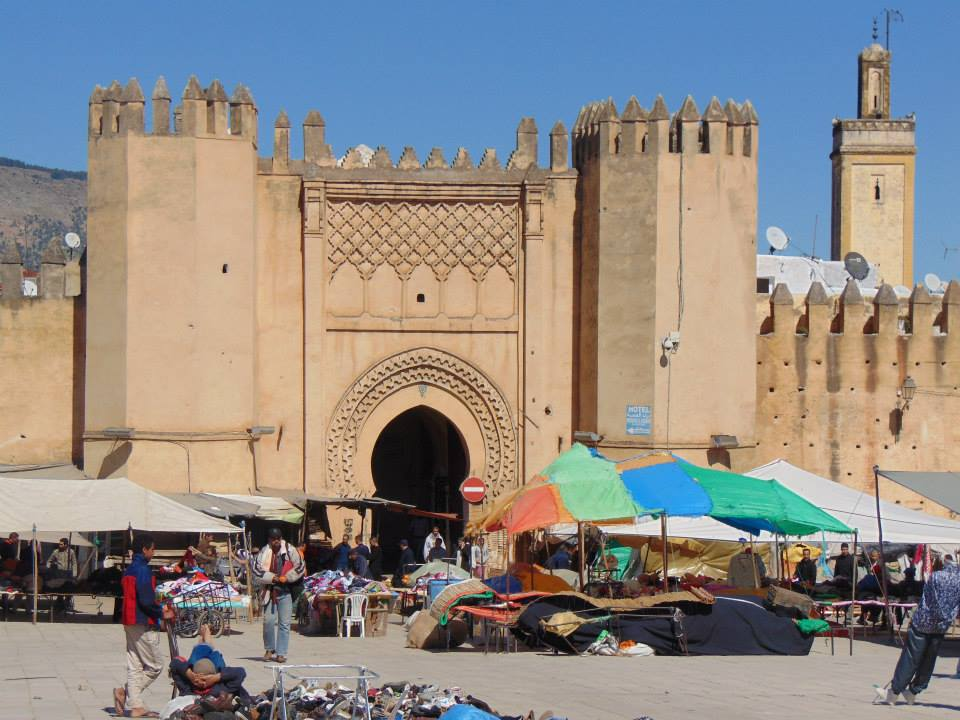
Bab Chorfa
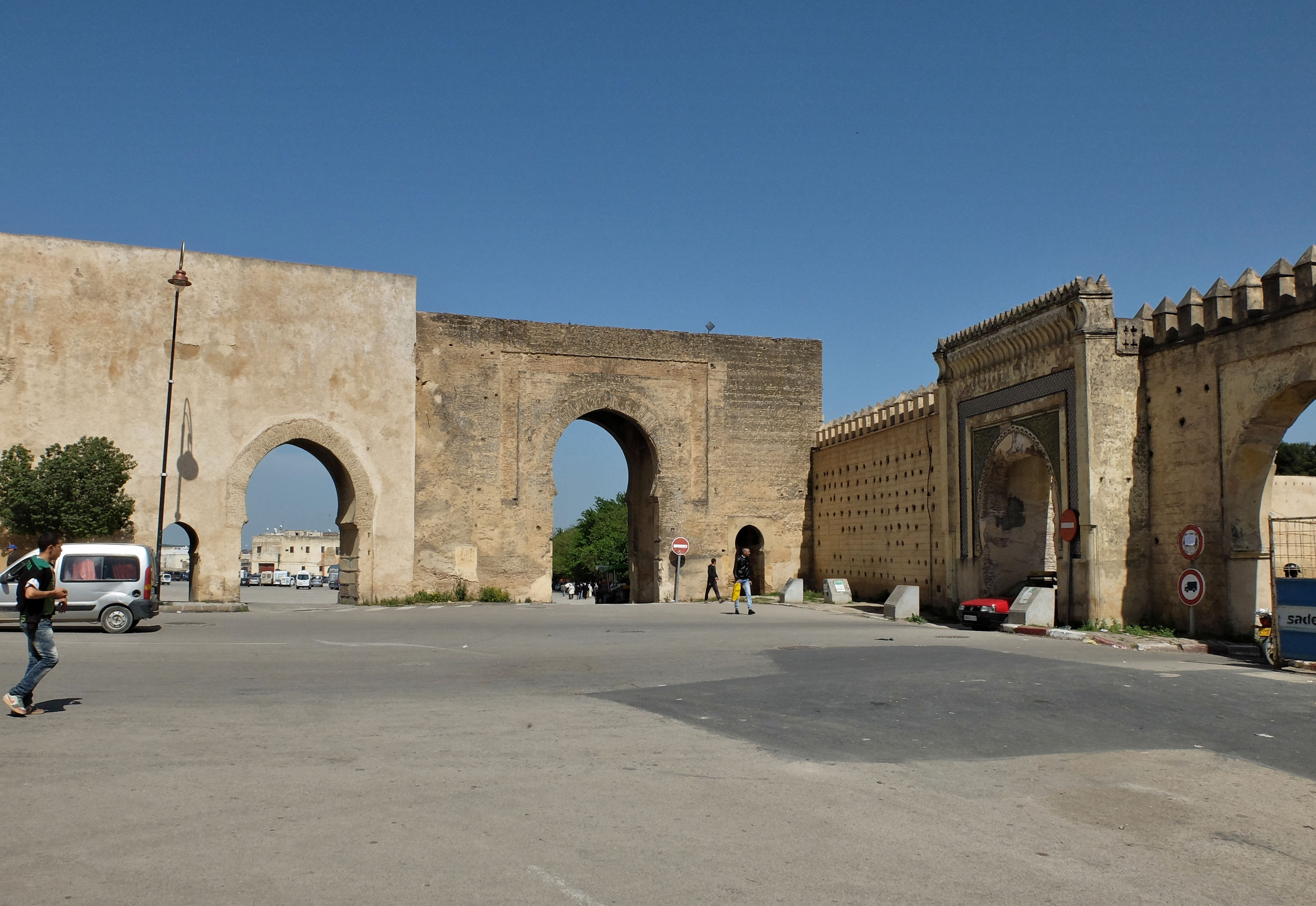
Bab Chems

### Puertas de Fes el-Jdid
Las puertas de Fes el-Jdid son las siguientes:
- Bab Semmarine : Esta puerta está cerca del Barrio Judío ( Mellah ), en el extremo sur de la Grande Rue (calle principal de norte a sur) de Fes el-Jdid.[2] Data de 1276 y era la principal puerta sur de la ciudad en su muro fortificado principal (o interior) y la entrada sur a los distritos residenciales originales de Fez el-Jdid propiamente dicho. Sufrió modificaciones a principios del siglo XX.[1][7]
- Bab al-Amer : esta puerta data originalmente de 1276 y es la principal entrada occidental a Fes el-Jdid, ubicada cerca del extremo occidental de la Mellah judía.[12][1] Estaba situada a lo largo del muro exterior sur de Fes el-Jdid (mientras que Bab Semmarine estaba situada a lo largo del muro interior más fuertemente fortificado).[12]
- Bab Dekkakin (o Bab Dekakene ):[23] Situado entre Viejo Mecúar (o Vieux Méchouar ) y Nuevo Mecúar (o Nouveau Méchouar ), directamente frente a la entrada noreste de Dar al-Makhzen (palacio real).[24] El nombre significa "Puerta de los Bancos".[2][7] Originalmente se conocía como Bab es-Sebaa o Bab es-Seba' ("Puerta del León").[2][1] Data de 1276 y originalmente era la principal entrada norte a Fes el-Jdid, antes de sufrir algunas modificaciones a finales del siglo XIX y principios del siglo XX.[12]
- Bab Segma: esta puerta se encuentra en el área entre Kasbah Cherarda y las murallas del Nuevo Mecúar, marcada por dos macizas torres octogonales que datan del período meriní (con remodelaciones posteriores).[2][12] Estas dos torres octogonales formaban originalmente parte de una entrada al Jardín Mosara, un vasto jardín real meriní creado en 1287 al norte de Fes el-Jdid.[13] Los jardines estaban encerrados por sus propios muros y se abastecían de agua a través de un acueducto elevado que discurría entre Bab Dekkakin y Bab Segma. Los jardines cayeron en desuso y desaparecieron tras la época meriní, quedando únicamente las torres de Bab Segma.[13] Más tarde, el nombre provino de una mujer piadosa llamada Amina Sagma, que fue enterrada aquí en 1737, y ha permanecido como un topónimo en el área que a veces se aplica al nuevo Bab Khibbat es-Smen.
- Bab Kbibat es-Smen: esta es la puerta de entrada norte al Nuevo Mecúar (históricamente diferente de Bab Segma pero a veces con el mismo nombre).[2][7] La puerta data de 1886, cuando Moulay Hassan construyó la contigua Dar al-Makina.[7] La puerta también se nombra como Bab Moussiki en otra fuente.[12]
- Bab Bou Jat : La antigua entrada occidental al barrio de Moulday Abdallah de Fes el-Jdid, pero cerrada en los tiempos modernos durante la expansión de los terrenos de Dar al-Makhzen.[2]
- Bab Agdal: Una puerta de la era meriní bien conservada, que probablemente data de 1276 (la fundación de Fez el-Jdid), ubicada en la esquina noroeste de lo que ahora son los Jardines de Lalla Mina dentro del Palacio Real.[12] Esta puerta, que conserva los elementos defensivos meriníes, como la entrada en recodo, era antiguamente la entrada occidental de Fez el-Jdid y del Palacio Real, pero se hizo superflua cuando se crearon los vastos Jardines del Agdal, con su propio conjunto de murallas, en su lado occidental.[12]
- Bab Jiaf (o Bab Sidi Bou Nafa' ): Esta puerta, que ya no existe, estaba situada en la muralla sur de Fez el-Jdid, al este de Bab Semmarine. La zona de la antigua puerta es atravesada hoy en día por la carretera principal para el tráfico de automóviles (Rue Bou Ksissat) que pasa entre el Mellah y Bab Semmarine. El nombre aún pervive como topónimo en la zona, y uno de los bastiones saadíes cercanos lleva su nombre.[2]
- Bab Riafa (o Bab Jbala): Se podría decir que esta puerta pertenece a Fez el-Jdid[1] pero, más precisamente, se encuentra en el muro sur del corredor amurallado construido por Moulay Hassan en el siglo XIX para unir Fez el-Jdid con Fez el-Bali.[2] Anteriormente fue el sitio de un puesto de guarnición o una pequeña kasbah que albergaba tropas de la región montañosa del Rif en el norte de Marruecos, de ahí el nombre que significa "Puerta de los rifeños " ( Bab Jbala significa "Puerta de la montaña", presumiblemente otra referencia al Rif ).[2][25] Una carretera principal (Avenue de l'UNESCO) pasa hoy en día por un moderno portal.[25]
- Bab el-Mellah: Esta puerta se encuentra dentro del distrito más al sur de Fes el-Jdid, a lo largo de su calle principal. Marcaba el límite entre el barrio de Sidi Bou Nafa al este (situado directamente al sur de Bab Semmarine, cerca del borj o bastión del mismo nombre) y el Mellah judío propiamente dicho al oeste (los antiguos cuarteles de los regimientos de arqueros sirios del sultán meriní).  La puerta original tenía, como muchas otras puertas antiguas, una entrada en recodo y estaba flanqueada por dos grandes torres defensivas.[2]

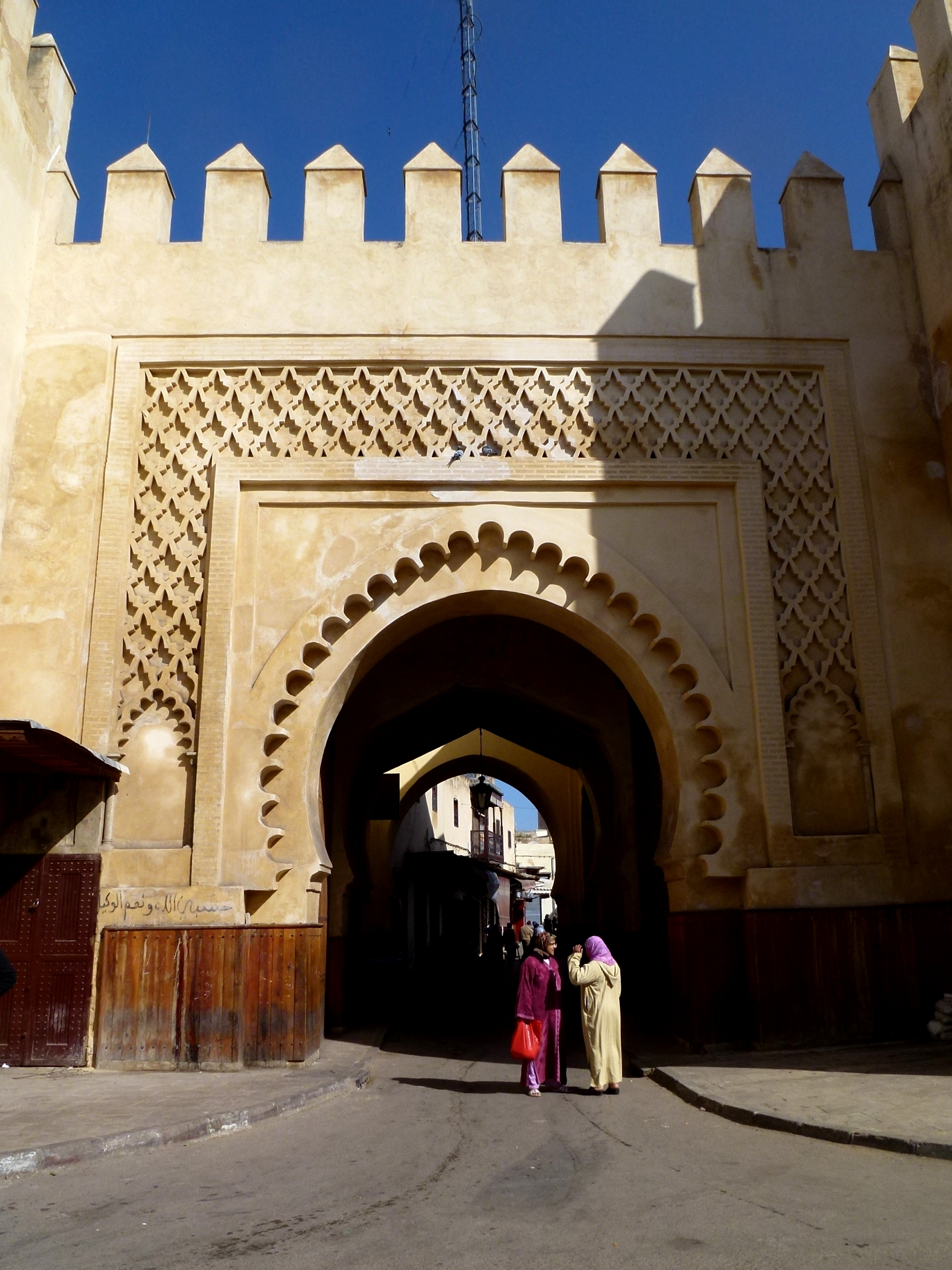
Bab Semmarine
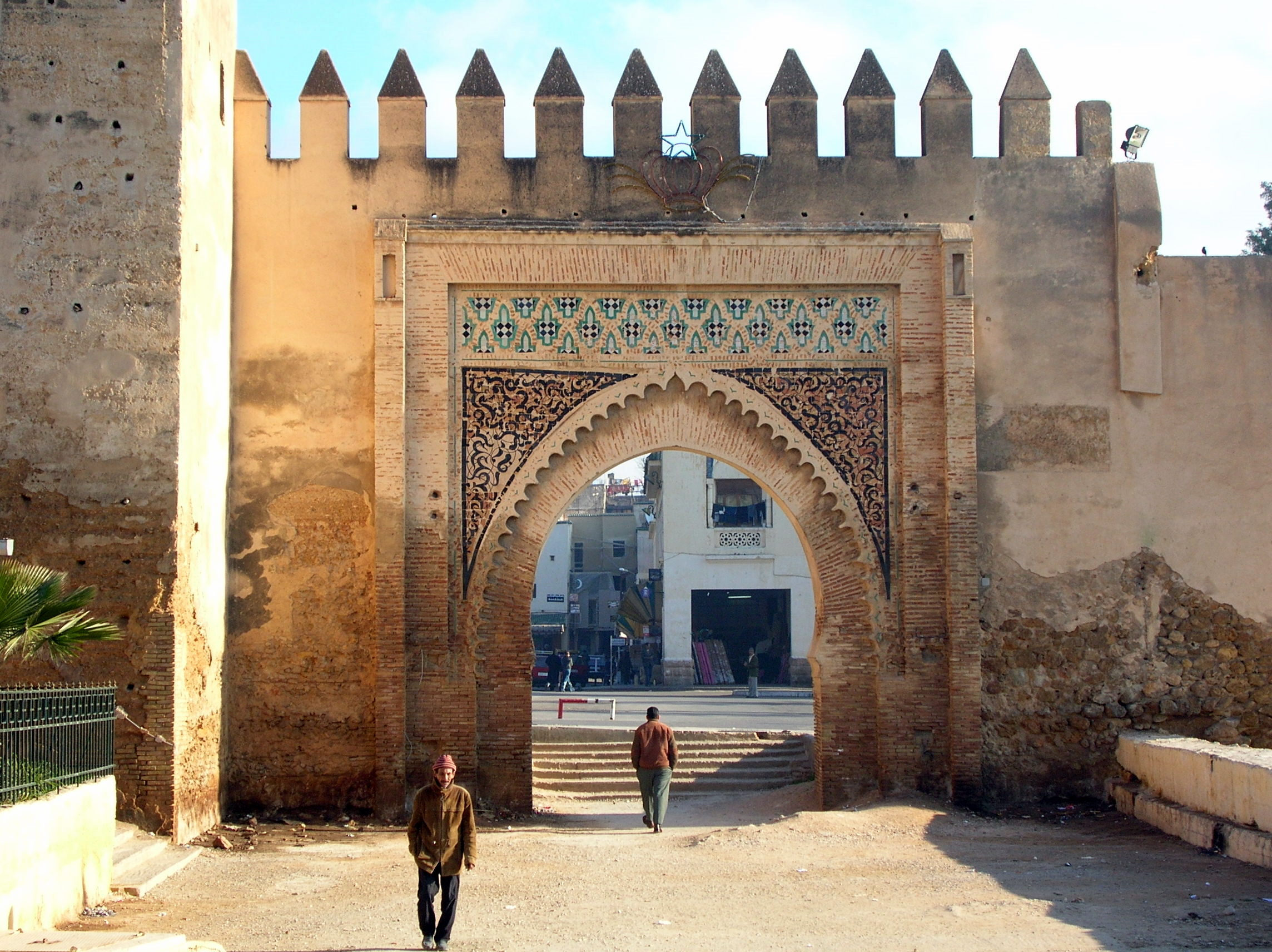
Bab al Amer
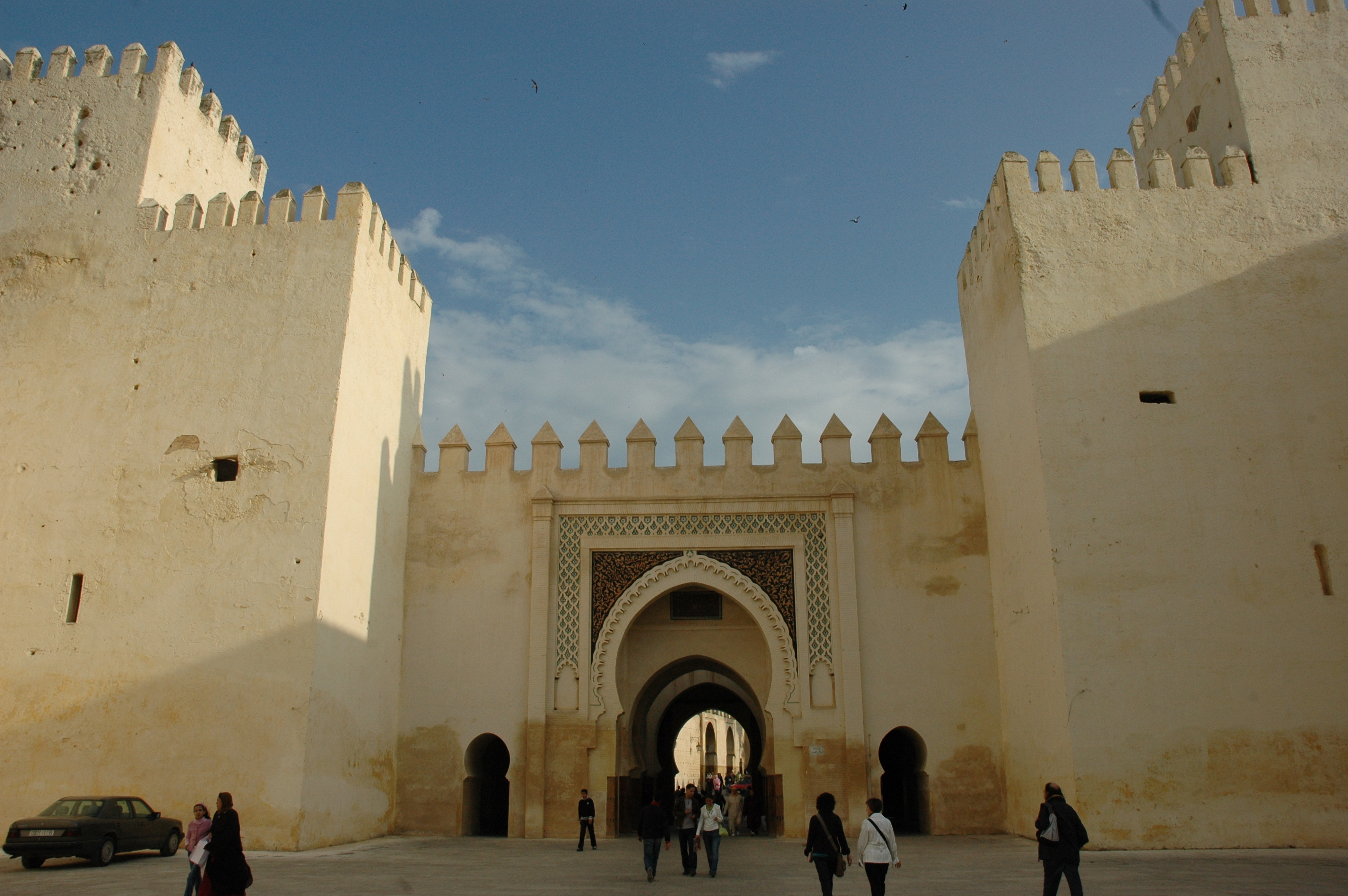
Bab Dekkakin (Bab es-Sebaa)
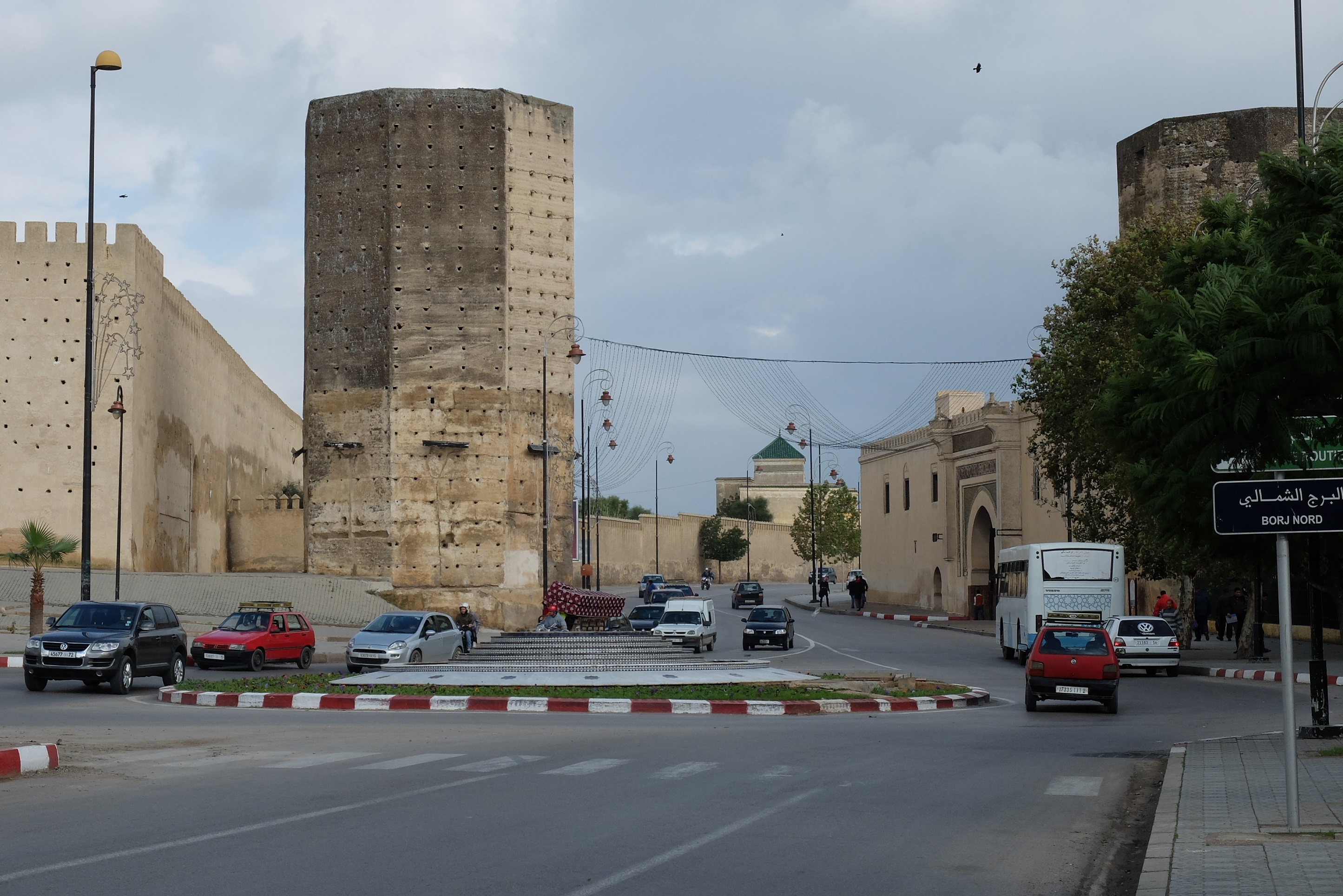
Bab Segma
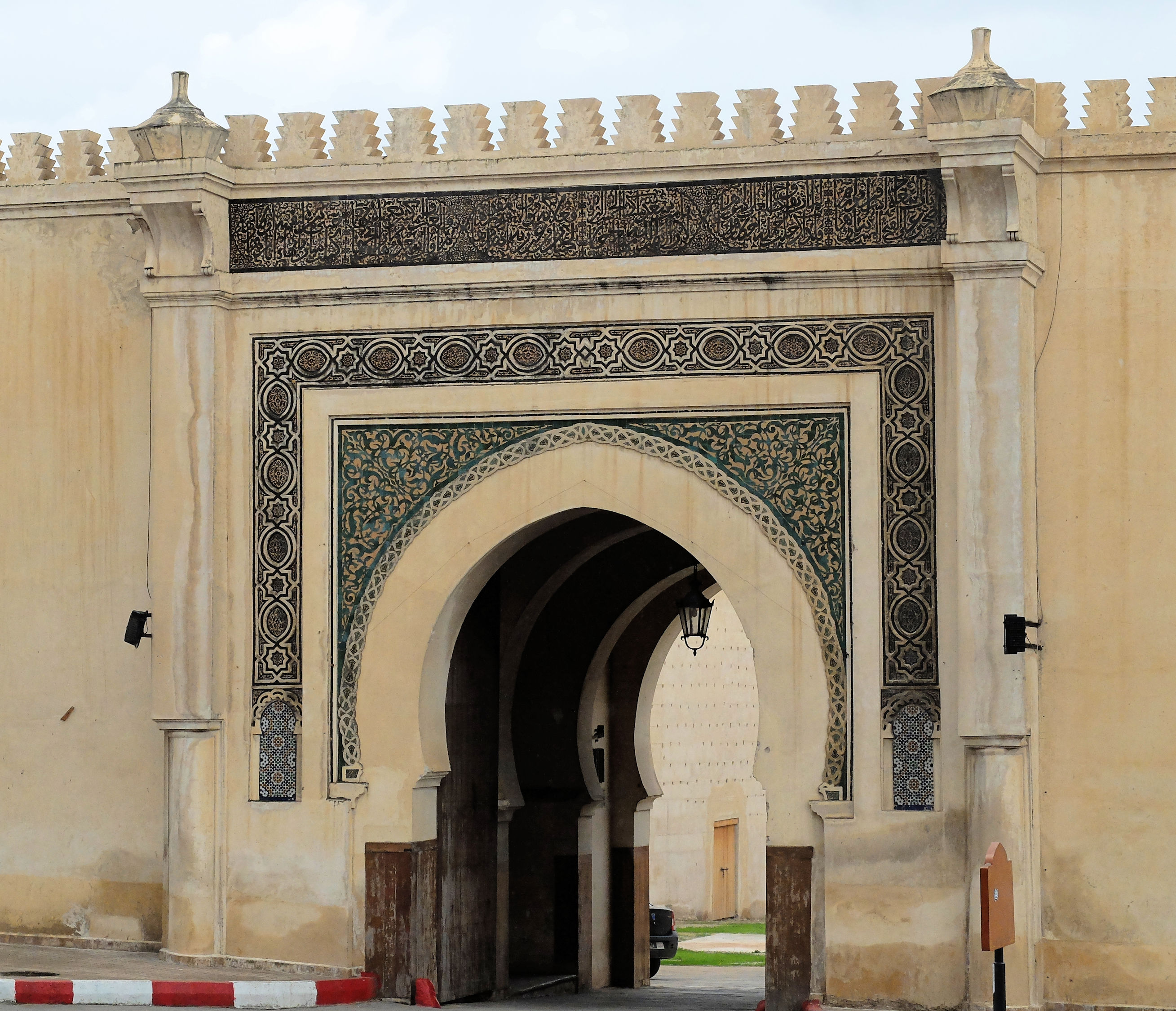
Bab Kbibat es-Smen
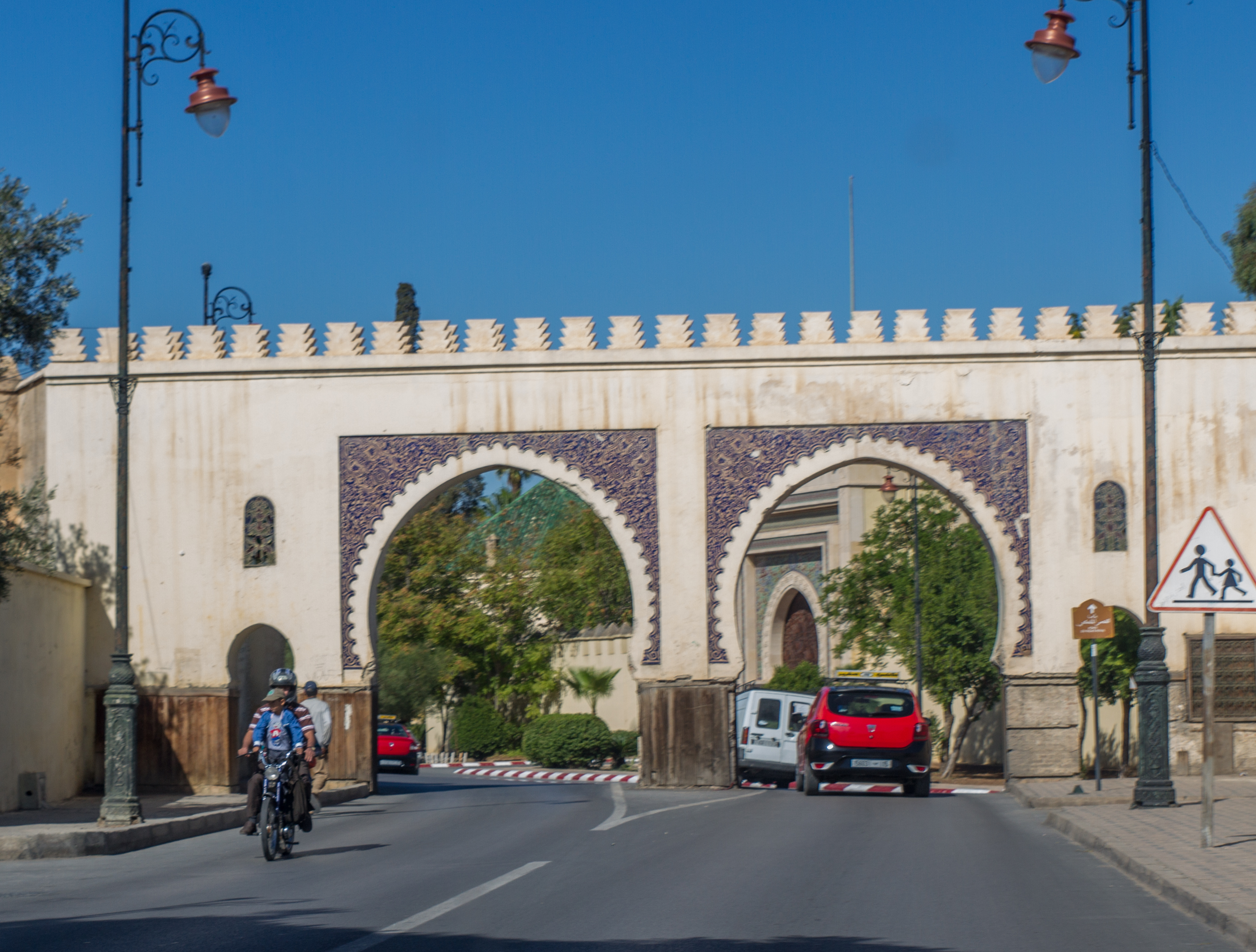
Bab Riafa
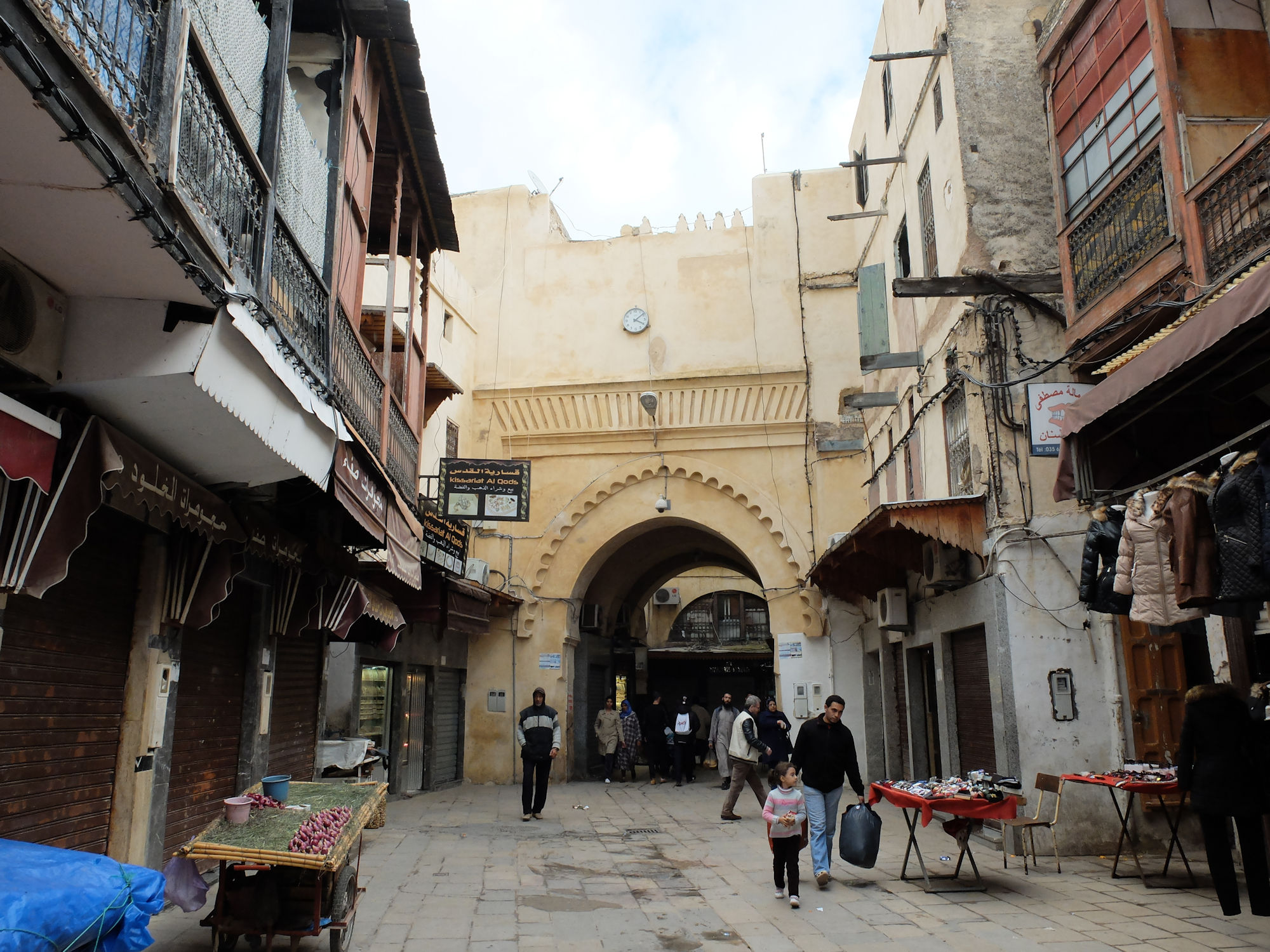
Bab el Mellah